# Thor (Film)
Thor ist ein US-amerikanischer Action- und Science-Fiction-Spielfilm aus dem Jahr 2011, der als Comicverfilmung auf der Superhelden-Comicfigur Thor des Verlages Marvel basiert, die wiederum auf den Donnergott Thor aus der nordischen Mythologie zurückgeht. Regie führte Kenneth Branagh, die Hauptrolle spielte Chris Hemsworth.
Eine Art Vorschau auf Thor stellte eine Szene dar, die nach dem Abspann des Films Iron Man 2 (2010) zu sehen war. Genau wie letzterer Film wurde Thor direkt in Eigenfinanzierung von der zu Marvel gehörenden Produktionsgesellschaft Marvel Studios produziert. Beide Filme sind zudem Teil eines gemeinsamen Universums, des „Marvel Cinematic Universe“ (MCU).
Die Kritiken waren weitgehend positiv. An den Kinokassen spielte Thor weltweit über 449 Millionen US-Dollar ein, was beinahe dem dreifachen Budget entspricht.
Am 31. Oktober 2013 kam die Fortsetzung Thor – The Dark Kingdom in die deutschen Kinos. Verliehen wurde der Film über Disney.
Zwei weitere Fortsetzungen folgten 2017 mit Thor: Tag der Entscheidung sowie 2022 mit Thor: Love and Thunder.

## Handlung

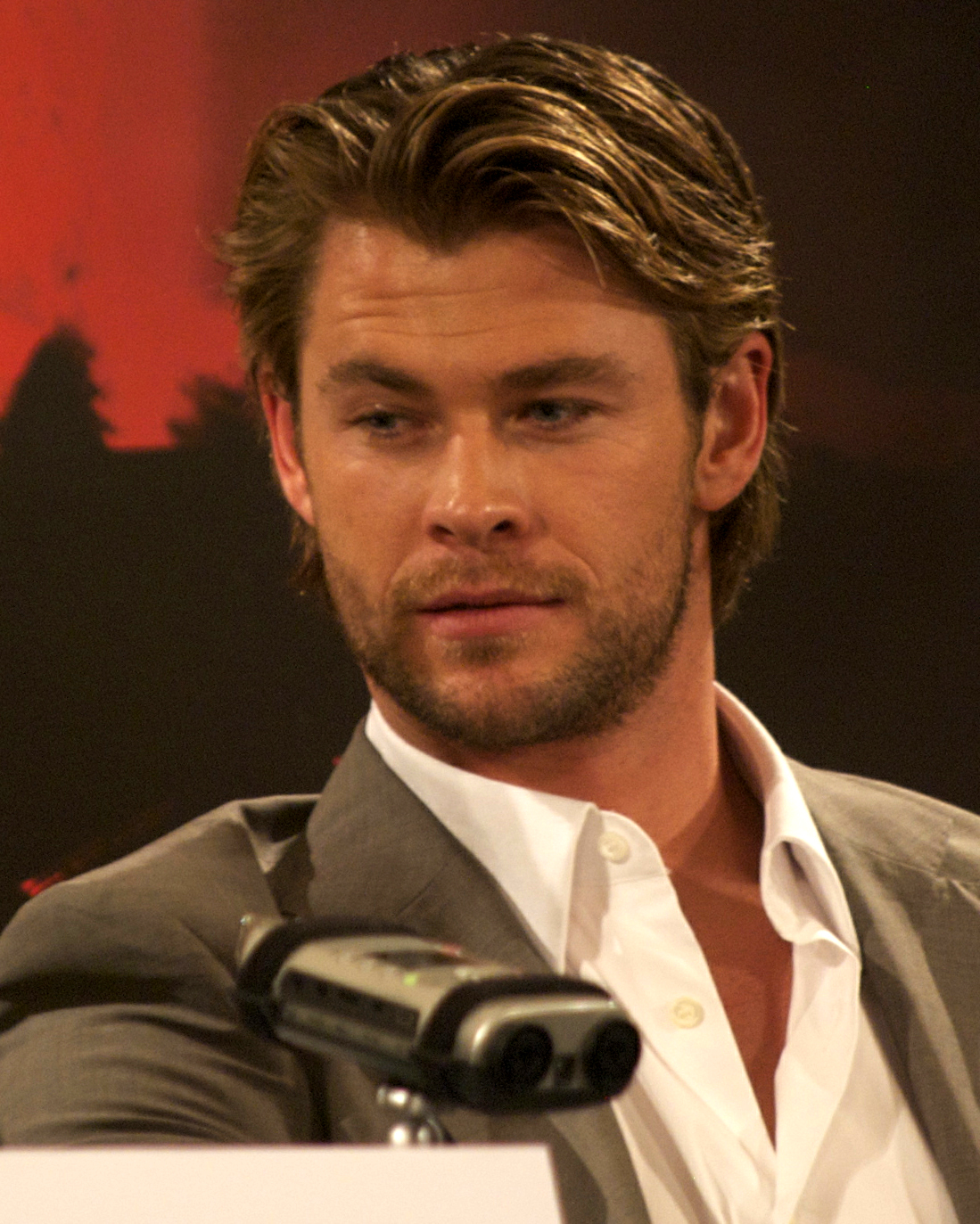
Hauptdarsteller Chris Hemsworth auf einer Pressekonferenz anlässlich der Premiere von Thor in London.

Im Jahr 965 n. Chr. beabsichtigen die Eisriesen aus der Eiswelt Jotunheim, auf der Erde eine neue Eiszeit herbeizuführen. Die von Göttervater Odin regierten Asen stellen sich ihnen jedoch entgegen und bezwingen sie in einer großen Schlacht. Odin ringt Laufey, dem König der Eisriesen, einen Waffenstillstand ab und nimmt ihm die „Urne“, die Quelle seiner Macht. Auch Laufeys neugeborenen Sohn, den außergewöhnlich kleinen Eisriesen Loki, bringt Odin nach Asgard und zieht ihn als seinen eigenen Sohn auf.
Jahrhunderte später soll Odins leiblicher Sohn Thor als Erstgeborener Odins Nachfolge antreten und zum König gekrönt werden. Drei Eisriesen unterbrechen jedoch die Zeremonie, als sie in die Waffenkammer eindringen, um die Urne in ihre Gewalt zu bringen. Zwar tötet sie der Destroyer (deutsch: „Vernichter“), Wächter der Kammer, kurzerhand, dennoch sinnt Thor auf Rache, um die Stärke Asgards zu demonstrieren. Daraufhin weist Odin ihn zurecht und unterbindet Thors Thronbesteigung vorerst. Durch eine List seines Bruders Loki missachtet Thor die Anweisung seines Vaters und begibt sich gemeinsam mit Loki und seinen Freunden Volstagg, Fandral, Hogun und Lady Sif über die Regenbogenbrücke Bifröst nach Jotunheim, um herauszufinden, wie es den Eisriesen gelang, unbemerkt von Heimdall, dem allsehenden Wächter der Brücke, in Asgard einzudringen. In Jotunheim sagt Laufey, es gebe Verräter in Asgard, und provoziert Thors Zorn. Es kommt zum Kampf, bei dem die sechs Asen trotz Thors überragender Stärke zu unterliegen drohen. Nur Odins Eingreifen rettet Thor und seine Gefährten vor der Übermacht der Eisriesen.
Da Laufey einen neuerlichen Waffenstillstand ablehnt und Odin mit Krieg droht, kehrt letzterer mit seinen Söhnen und deren Freunden nach Asgard zurück. Dort kommt es erneut zum Streit, bei dem Odin Thor als kampflustig, grausam und selbstgefällig bezeichnet. Dieser wiederum nennt seinen Vater einfältig, schwach und alt. Um seinem impulsiven Sohn eine Lektion in Demut zu geben, verbannt Odin Thor auf die Erde, nimmt ihm seine Kraft und belegt seinen Hammer Mjolnir mit einem Zauber. Der Hammer landet ebenfalls auf der Erde und lässt sich nur von jemandem heben, der sich als ihm „würdig“ erweist.
Auf der Erde untersuchen derweil die Astrophysikerin Jane Foster, ihre Assistentin Darcy Lewis und ihr Mentor, Dr. Erik Selvig, in der Wüste von New Mexico Wetterphänomene, von denen Jane glaubt, dass diese mit ihren Forschungen zusammenhängen. Plötzlich taucht vor ihnen ein Wirbelsturm auf, und während sie noch versuchen, diesem auszuweichen, läuft der soeben auf der Erde gelandete Thor vor ihr Auto. Als dieser von ihnen verlangt zu erfahren, wo er sich befindet, betäubt ihn Darcy mit einem Taser. Thor wacht in einem Krankenhaus in der Kleinstadt Puente Antiguo auf und greift sogleich die Pfleger an. Zwar verfügt er immer noch über enorme Körperkräfte, wird jedoch schließlich von mehreren Wachmännern überwältigt. Nachdem ihm schließlich doch die Flucht aus dem Krankenhaus gelungen ist, fährt ihn erneut Jane Foster an, die sich gerade auf der Suche nach ihm befindet. Von Thor erhofft sich Foster Aufschluss über den Ursprung des Wirbelsturms.
In der Zwischenzeit entdeckt ein Pick-up-Fahrer in der Wüste den Hammer. Da es ihm nicht gelingt, diesen aus dem Stein zu ziehen, finden sich bald zahlreiche Schaulustige an der Fundstelle ein und versuchen abwechselnd ihr Glück, bis Phil Coulson dort eintrifft, ein Agent des Geheimdienstes S.H.I.E.L.D., und den Fundort absichern lässt.
Loki, der in Jotunheim die Berührung eines Eisriesen unbeschadet überstanden hatte, gelangt zu der Vermutung, er könne selbst von den Eisriesen abstammen. In der Waffenkammer bestätigt Odin seinen Verdacht und klärt Loki über seine wahre Herkunft auf. Als Loki Odin daraufhin vorwirft, dieser liebe ihn nicht, fällt Odin vor lauter Anstrengung in den Odinschlaf. Derweil beraten Thors Gefährten über das Schicksal ihres Freundes. Hogun bringt den Verdacht auf, Loki könnte als mächtiger Zauberer den Eisriesen heimlich den Zugang nach Asgard ermöglicht haben. Gemeinsam wollen sie Odin überreden, Thor zurück nach Asgard zu holen. Loki besteigt währenddessen den Thron und weigert sich, Thors Verbannung rückgängig zu machen, und verlangt stattdessen die Treue seiner Freunde.
Thor erfährt vom Fund des Hammers und begibt sich auf den Weg in die Wüste. Jane Foster, deren Forschungsunterlagen von S.H.I.E.L.D. beschlagnahmt wurden, begleitet ihn. Thor verschafft sich heimlich Zugang zur abgeriegelten Fundstelle, ist jedoch ebenfalls nicht in der Lage, den Hammer zu heben. Daraufhin lässt er sich widerstandslos von S.H.I.E.L.D. in Gewahrsam nehmen und verhören. Loki stattet ihm einen Besuch ab und behauptet, Odin sei gestorben, und die Mutter würde Thors Rückkehr zugunsten eines Friedensabkommens mit den Eisriesen verbieten, sodass Thor keine Veranlassung mehr sieht, nach Asgard zurückzukehren. Anschließend begibt sich Loki nach Jotunheim und macht Laufey das Angebot, ihm die Möglichkeit zu geben, Odin zu töten und die Urne wieder in seinen Besitz zu bringen, um nicht als Mörder seines Vorgängers auf den Thron zu steigen, verschweigt jedoch, dass er Laufeys Sohn ist.
In der Zwischenzeit ist es Foster und Selvig mittels eines Tricks gelungen, Thor aus der Gewalt von S.H.I.E.L.D. zu befreien und Fosters Forschungsaufzeichnungen zurück zu stehlen. Nach einer durchzechten Nacht mit Selvig trifft Thor seine Freunde Hogun, Fandral, Volstagg und Sif, die Heimdall überzeugt haben, ihnen die Reise zur Erde zu gestatten. Als Loki davon erfährt, friert er Heimdall mit Hilfe der Urne ein und schickt den Destroyer zur Erde, um Thor zu töten. Nachdem er die S.H.I.E.L.D.-Agenten ohne Mühe überwältigt hat, stellen sich Thors Freunde dem Destroyer in den Weg, während Thor und Jane versuchen, die Bewohner von Puente Antiguo in Sicherheit zu bringen. Schließlich stellt er sich dem Destroyer persönlich entgegen und bietet seinem Bruder sein eigenes Leben an, damit dieser im Gegenzug die Menschen verschont. Daraufhin streckt der Destroyer Thor nieder und tötet ihn, doch durch sein selbstloses Opfer hat sich Thor als würdig erwiesen, sodass sich der Hammer selbst aus dem Stein befreit, in Thors Hand landet und ihn wieder zum Leben erweckt. Nunmehr wieder bei vollen Kräften bezwingt Thor den Destroyer ohne große Mühe.
Nach einer kurzen Unterredung mit Agent Coulson verabschiedet sich Thor von Jane und begibt sich gemeinsam mit seinen Freunden dank der Hilfe von Heimdall, der sich in der Zwischenzeit befreien konnte, zurück nach Asgard. Loki hat derweil Laufey und einige von dessen Kriegern nach Asgard gebracht, tötet jedoch seinen leiblichen Vater, bevor dieser Odin ermorden kann. Tatsächlich beabsichtigt Loki, alle Eisriesen zu töten, um die Erinnerung an seine Herkunft ein für alle Mal auszulöschen und sich gegenüber Odin als würdiger Nachfolger zu erweisen. Zu diesem Zweck will er mit Hilfe des Bifröst Jotunheim vernichten, doch Thor stellt sich ihm in den Weg. Da er sie nicht deaktivieren kann, zerstört Thor schließlich die Brücke. Der wieder erwachte Odin rettet seine Söhne vor dem Sturz in den Abgrund unter der Brücke, doch Loki, der erkennen muss, dass sein Vater seine Taten nicht gutheißt, stürzt sich selbst in die Tiefe.
Aufgrund der Zerstörung des Bifröst kann Thor nicht mehr zur Erde zurückkehren, wo Jane und ihre Kollegen nach einem anderen Weg suchen, eine Verbindung zu Asgard herzustellen. Am Ende des Abspanns wird angekündigt, dass Thor in Marvel’s The Avengers zurückkehren wird.
In einer Post-Credit-Szene bringt S.H.I.E.L.D. Erik Selvig ins Hauptquartier, wo ihn Nick Fury, Leiter des Geheimdienstes, um Hilfe bei der Untersuchung eines mysteriösen Artefakts bittet, des „Tesserakt-Würfels“. Tatsächlich steht Selvig jedoch unter dem Einfluss Lokis, der auf die Erde gelangt ist, was Fury verborgen bleibt.

## Wichtige Figuren

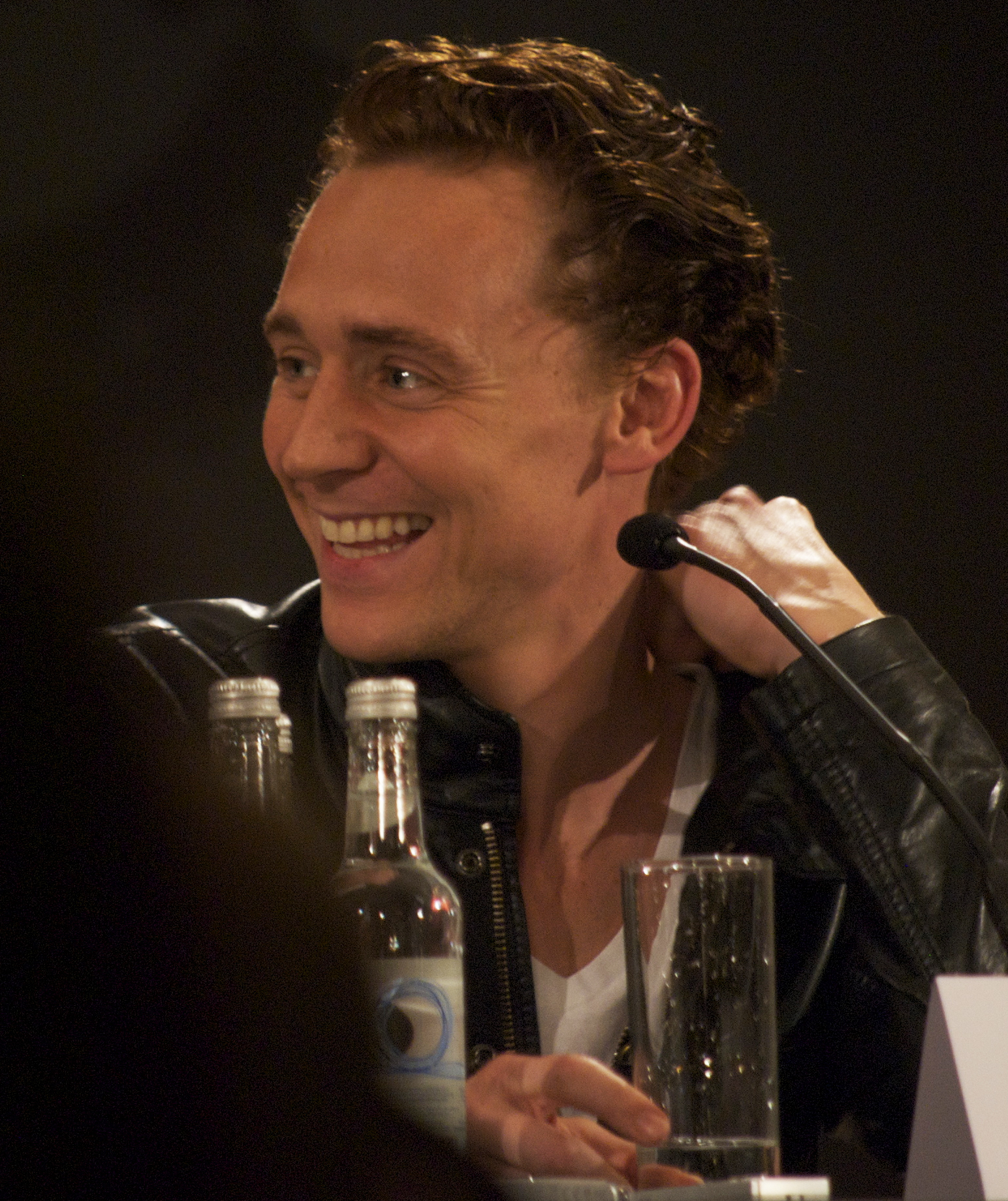
Tom Hiddleston, Darsteller des Loki, auf einer Pressekonferenz anlässlich der Premiere von Thor in London.

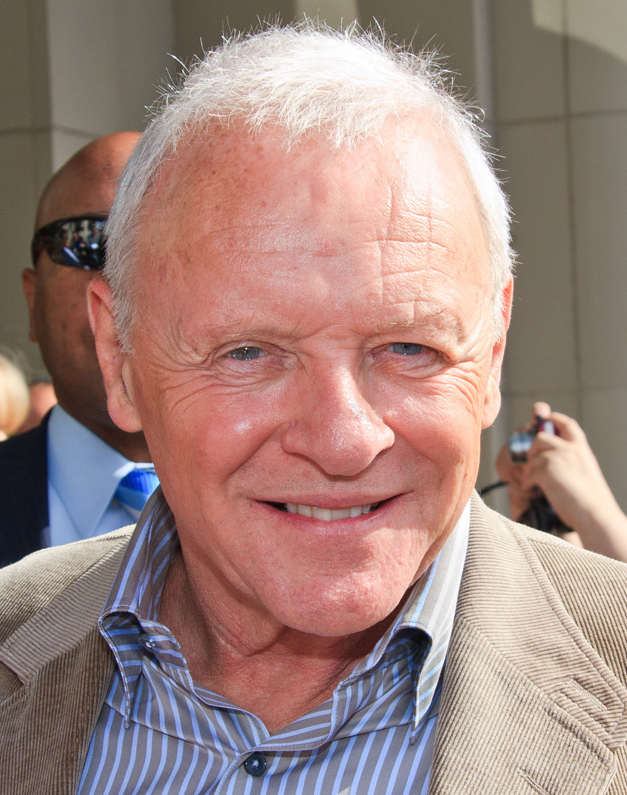
Anthony Hopkins trägt für seine Rolle als Odin einen Bart und eine Augenklappe.

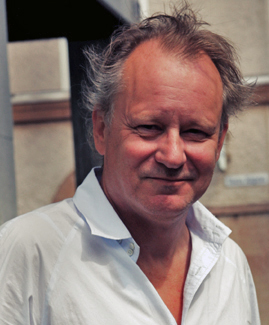
Stellan Skarsgårds Rolle als Erik Selvig wurde für den Film erfunden.

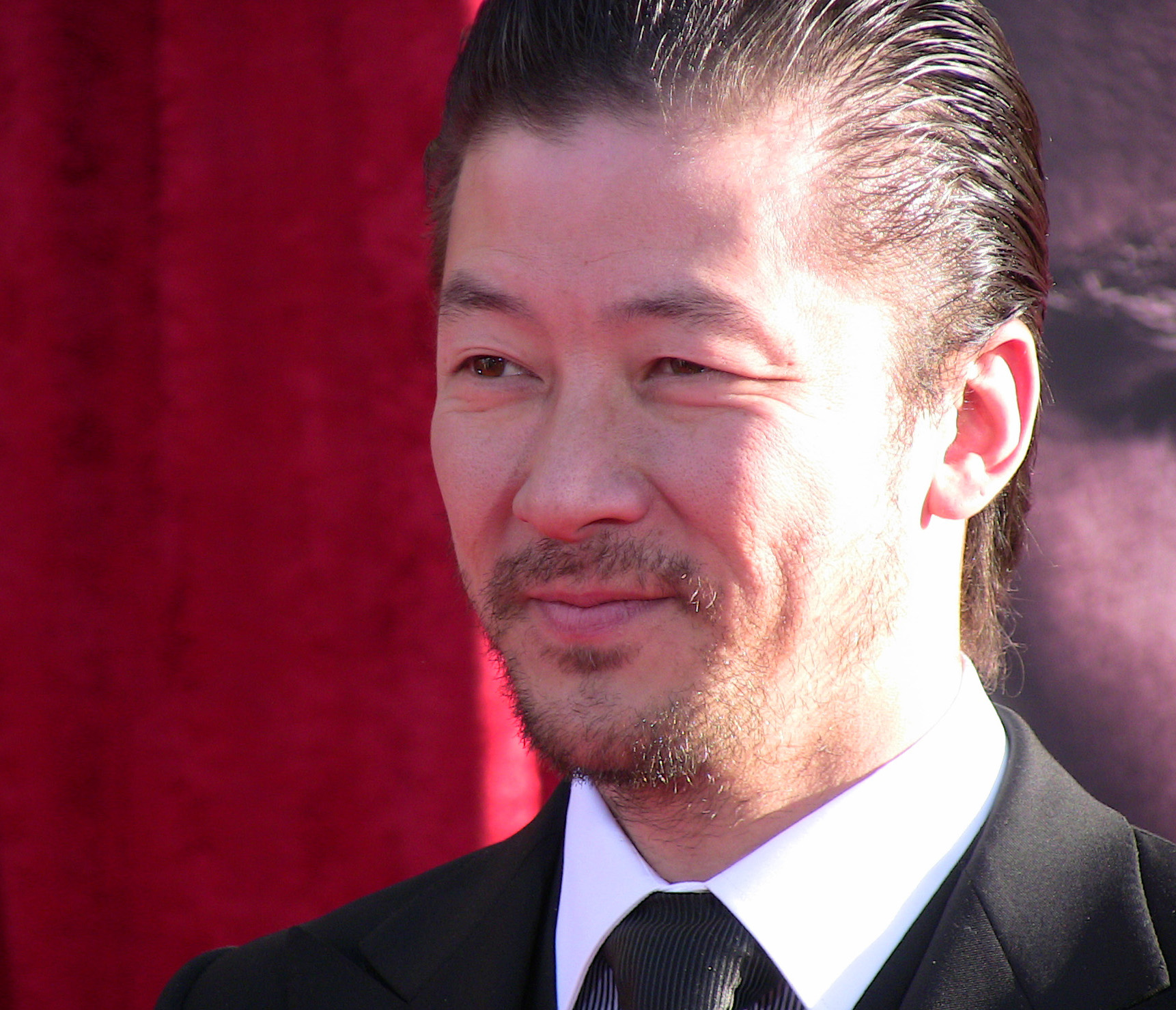
Tadanobu Asano, Darsteller von Hogun dem Grimmigen, auf der Weltpremiere von Thor in Sydney, Australien.

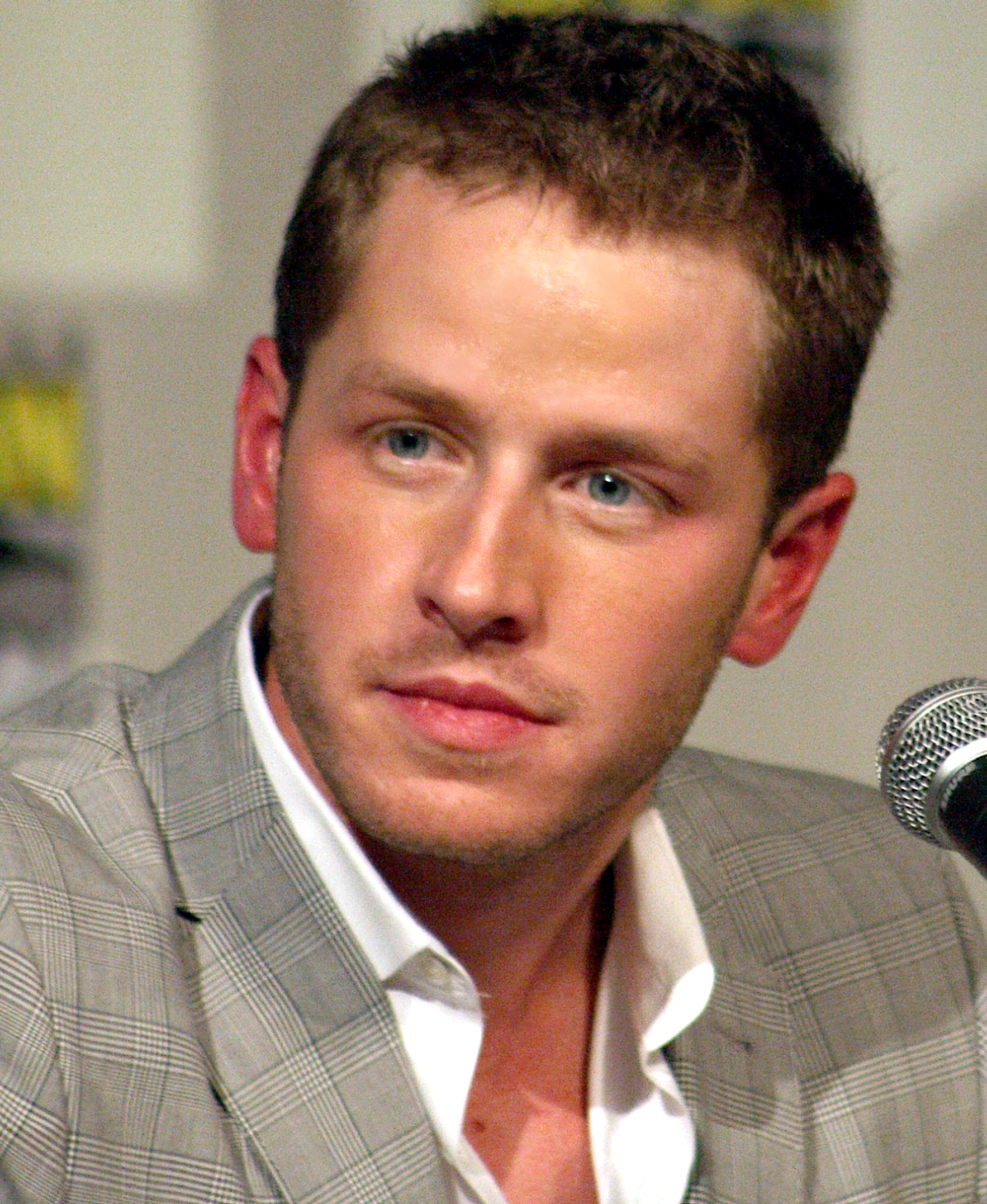
Josh Dallas, Darsteller des Fandral, auf der San Diego Comic-Con International 2011.

Thor Odinson (Chris Hemsworth) ist ein Ase aus der Welt Asgard und wurde einst von den Wikingern als Gott des Donners verehrt. Seine bevorzugte Waffe ist sein Kriegshammer Mjolnir, der im Kern eines sterbenden Sterns geschmiedet wurde, nach jedem Wurf in Thors Hand zurückkehrt und es ihm ermöglicht, Wirbelstürme zu erzeugen und zu fliegen. Aufgrund von Thors hitzköpfigem Handeln kommt es jedoch wiederholt zum Konflikt mit seinem Vater Odin.
Jane Foster (Natalie Portman) ist eine Astrophysikerin, die gemeinsam mit ihrer Assistentin Darcy Lewis (Kat Dennings) und ihrem Mentor Erik Selvig (Stellan Skarsgård) Wetterphänomene in der Wüste von New Mexico untersucht, von denen sie glaubt, dass sie mit ihren Forschungen zusammenhängen.
Loki (Tom Hiddleston) ist der Sohn von Laufey, dem König der Eisriesen aus Jotunheim, wurde jedoch als Kind von diesem ausgesetzt und von Odin gefunden, der ihn als eigenen Sohn annahm. Loki wuchs an der Seite Thors auf und glaubte lange Zeit, er sei dessen Bruder. Als Erwachsener ist Loki als Unheilstifter und Meister der Magie bekannt. Aus Neid auf seinen Bruder ersinnt er einen Plan, einen Konflikt zwischen Asgard und Jotunheim anzustiften, in der Hoffnung, in Odins Gunst aufzusteigen.
Odin (Anthony Hopkins) ist der Vater von Thor und der König von Asgard. Seine bevorzugte Waffe ist sein Speer Gungnir. Im Jahr 965 n. Chr. bezwangen Odin und seine Asen die Frostriesen aus Jotunheim, und Odin schloss mit ihrem König Laufey einen Waffenstillstand. Dabei fand Odin Laufeys ausgesetzten Sohn, nahm ihn mit sich und zog ihn als seinen eigenen Sohn Loki an der Seite Thors auf.
Hogun (Tadanobu Asano), Fandral (Josh Dallas) und Volstagg (Ray Stevenson), genannt die „Tapferen Drei“ (im Original „Warriors Three“), sowie Lady Sif (Jaimie Alexander) sind Thors beste Freunde und begleiten ihn und Loki, als diese sich nach Jotunheim begeben. Hogun wird aufgrund seines zumeist ernsten Gesichtsausdrucks auch „Hogun der Grimmige“ genannt. Seine bevorzugte Waffe ist ein Morgenstern. Fandral ist ein prahlerischer Frauenheld und wird beim Kampf gegen die Frostriesen in Jotunheim verwundet. Als Waffe verwendet er ein Schwert. Volstaggs große Leidenschaft ist das Essen, was sich in einer ausgeprägten Leibesfülle äußert. Er kämpft vorzugsweise mit einer Axt. Sif schließlich hat sich, für eine Asin eher unüblich, an der Seite ihrer männlichen Gefährten als Kriegerin bewährt und verwendet im Kampf einen Schild und verschiedene Stichwaffen, darunter einen Speer.
Heimdall (Idris Elba) ist der Wächter der Regenbogenbrücke Bifröst und steuert das Observatorium, von dem aus er die Asen über den Weltenbaum Yggdrasil in andere Welten und zurück transportieren kann, darunter Jotunheim und die Erde. Heimdalls wachsamem Blick entgeht fast nichts, einzig Loki ist in der Lage, sich vor ihm zu verbergen.
Laufey (Colm Feore) ist der König der Frostriesen von Jotunheim und Lokis leiblicher Vater. Im Jahre 965 n. Chr. führt er die Frostriesen zum Angriff auf die Erde, wo sie eine neue Eiszeit herbeiführen wollen, doch Odin und die Asen stellen sich ihnen in den Weg und bezwingen sie schließlich. Odin handelt mit Laufey einen Waffenstillstand aus und nimmt dessen ausgesetzten Sohn an sich.
Phil Coulson (Clark Gregg) und Jasper Sitwell (Maximiliano Hernandez) sind Agenten des fiktiven Geheimdienstes namens „S.H.I.E.L.D.“.

## Produktion

### Entstehung

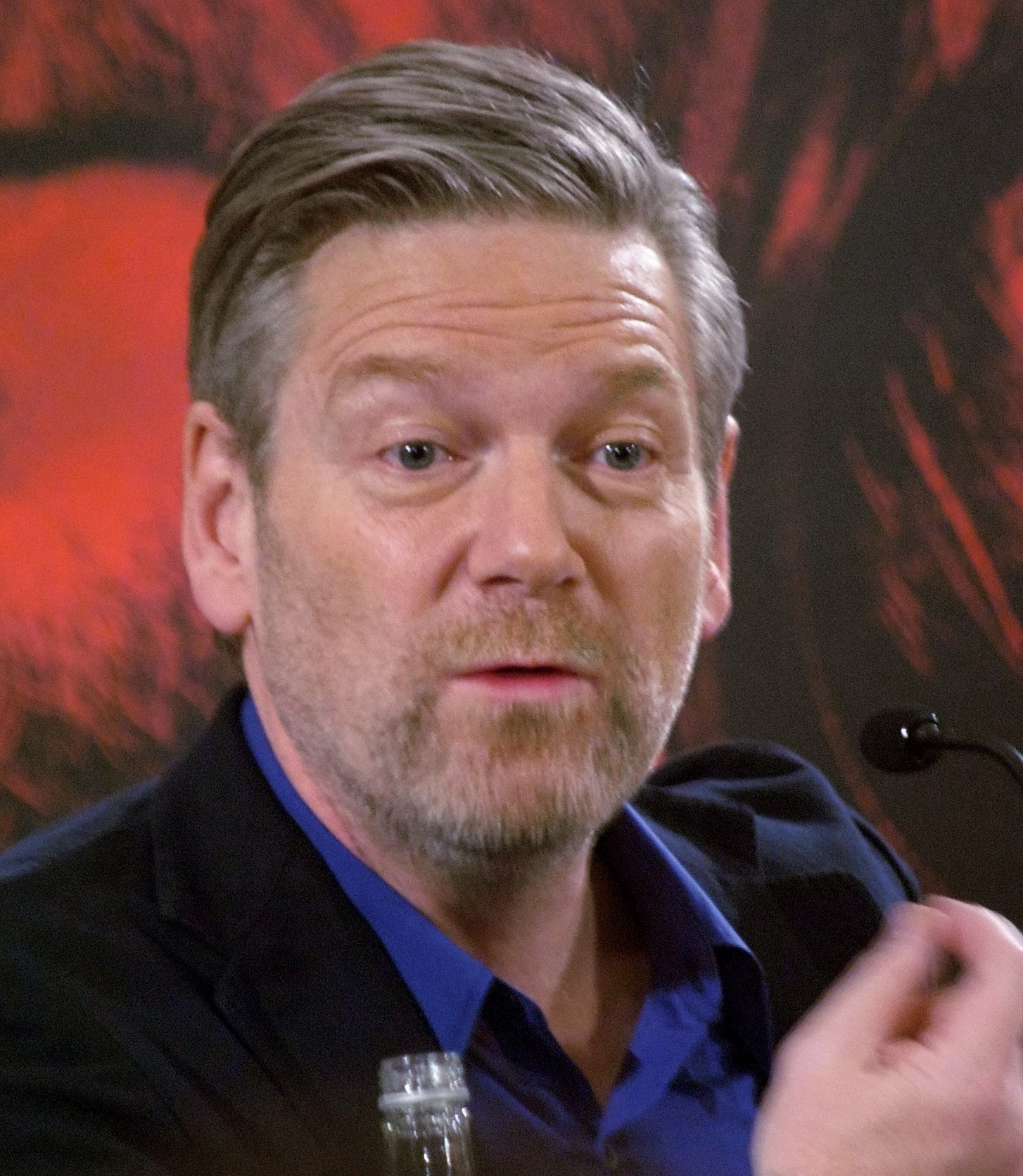
Regisseur Kenneth Branagh auf einer Pressekonferenz anlässlich der Premiere von Thor in London.

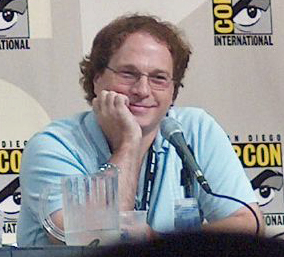
Don Payne, einer der Drehbuchautoren von Thor, auf der San Diego Comic-Con International 2008.

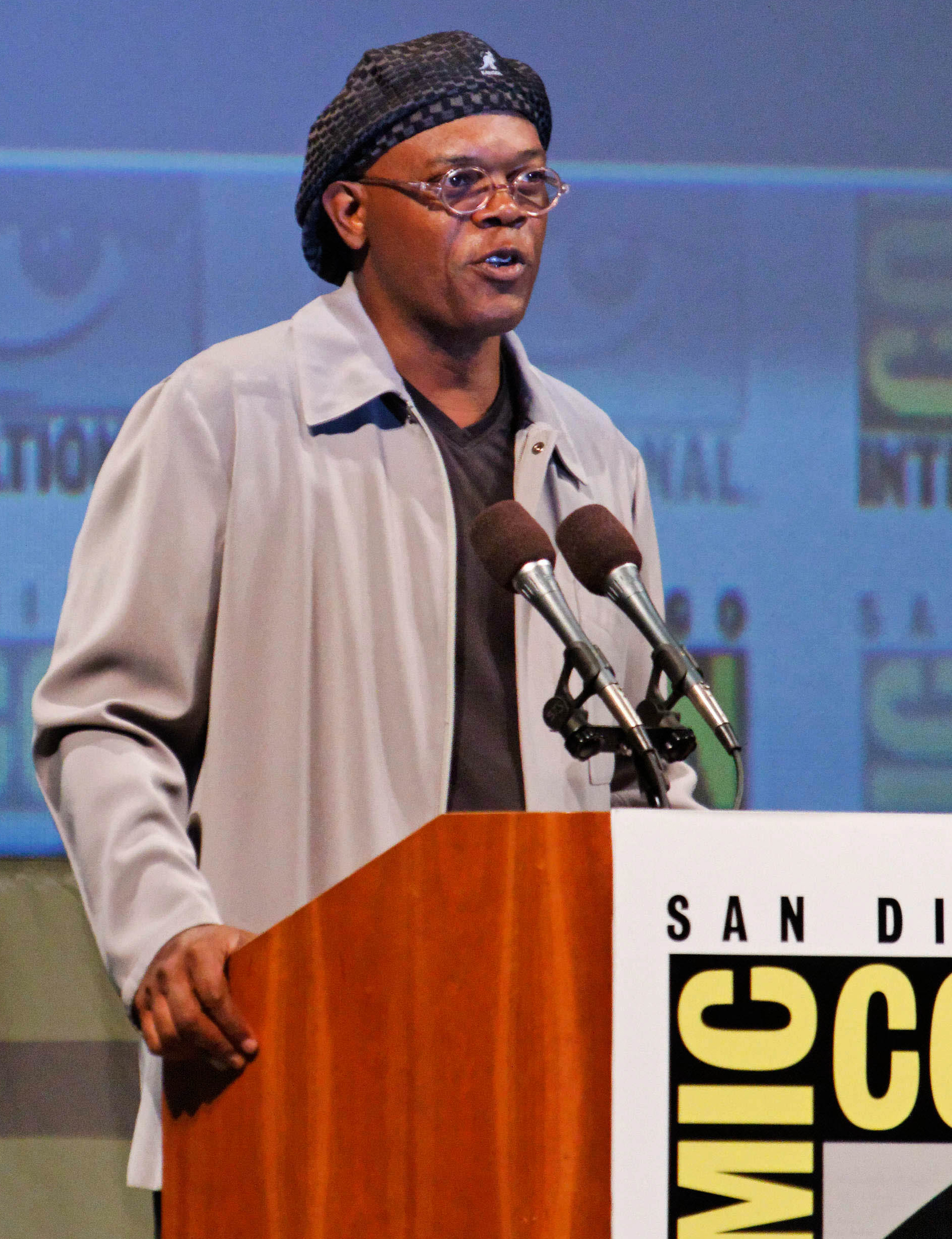
Darsteller Samuel L. Jackson verpflichtete sich, die Rolle des Nick Fury außer in Thor auch gleich in acht weiteren Marvel-Verfilmungen zu spielen.

Pläne für eine Realverfilmung der Thor-Comics hatte es schon lange gegeben. Nach der Fertigstellung von Darkman im Jahr 1990 schlug Sam Raimi das Projekt 20th Century Fox vor. Diese verstanden das Konzept jedoch nicht und gingen davon aus, es solle sich dabei um eine Art Herkules-Abenteuerfilm handeln. Im Zuge des Erfolgs der Marvel-Verfilmung X-Men aus dem Jahr 2000 plante der Marvel-Ableger Marvel Films gemeinsam mit dem später von Lions Gate Entertainment übernommenen Filmstudio Artisan Entertainment eine Thor-Fernsehserie mit Tyler Mane in der Titelrolle, die vom Sender UPN ausgestrahlt werden sollte. Obwohl UPN ein Drehbuch in Auftrag gab, kam das Projekt letztlich nie über die Planungsphase hinaus. Nachdem Sony Pictures Entertainment die Rechte an der Marvel-Version von Thor erworben hatte, war zwischenzeitlich David S. Goyer als Drehbuchautor und Regisseur vorgesehen, jedoch wurde auch dieses Projekt letztlich nicht verwirklicht.
Kurz darauf beschloss Marvel, eine neue Strategie für zukünftige Comicverfilmungen zu wagen: Aufgrund rückblickend nachteiliger Verträge, die in den 1990er Jahren geschlossen worden waren, hatte Marvel bis dahin nur geringe Lizenzeinnahmen für Verfilmungen der eigenen Comics verbuchen können. Künftige Verfilmungen sollten daher durch einen Ausbau der verlagseigenen Marvel Studios, die bis dahin nur als Lizenzgeber fungiert hatten, zu einer tatsächlichen Filmproduktionsgesellschaft eine größere Gewinnbeteiligung für Marvel ermöglichen, während Paramount Pictures den Vertrieb übernehmen sollte. Zur Finanzierung dieses Vorhabens nahm Marvel einen Kredit in Höhe von 525 Millionen US-Dollar bei Merrill Lynch auf. Zudem wollte Marvel auf diese Weise eine größere kreative Kontrolle über die Filmadaptionen behalten und sicherstellen, dass die Handlungen und die Darstellungen der Figuren nicht zu sehr von den Comicvorlagen abweichen. Einer der Grundgedanken hinter dem neuen Ansatz war, dass sämtliche Filme, die von den Marvel Studios produziert werden würden, ähnlich den Comicvorlagen in einem gemeinsamen Universum spielen sollen, was Crossover und Auftritte derselben Figuren in unterschiedlichen Filmen ermöglichen soll. Kevin Feige, der Präsident der Marvel Studios, gab diesem Universum den Namen „Marvel Cinematic Universe“.
Unter den Titeln, die von den Marvel Studios verfilmt werden sollten, befand sich auch Thor. Mark Protosevich verfasste einen ersten Drehbuchentwurf. Als Regisseur war ursprünglich Matthew Vaughn vorgesehen. Obwohl Vaughn das Projekt Ende 2007 wieder verließ, plante Marvel eine Veröffentlichung des Films im Jahr 2010. Ebenfalls 2007 überarbeitete J. Michael Straczynski, zum damaligen Zeitpunkt der Autor der Thor-Comics, die ursprünglich von Protosevich verfasste Filmhandlung. Da sein Beitrag in seinen Augen eine „frühe Phase“ darstellte und das endgültige Drehbuch von Ashley Miller, Zack Stentz und Don Payne verfasst wurde, war er zunächst bereit, auf eine entsprechende Nennung seines Namens in den Credits des Films zu verzichten. Erst als Payne, Miller und Stentz ihm ihre Unterstützung zusagten, änderte Straczynski seine Meinung, und tatsächlich entschied die Writers Guild of America letztlich zugunsten einer Nennung seines Namens.
Im Dezember 2008 wurde schließlich Kenneth Branagh als Regisseur bestätigt. Drei Monate später wurde der zwischenzeitlich für Juni 2011 angesetzte Starttermin dann auf den 20. Mai 2011 vorgezogen, um Thor deutlicher vom ebenfalls von den Marvel Studios produzierten Film Captain America: The First Avenger abzugrenzen, der für eine Veröffentlichung im Juli 2011 vorgesehen war. Bereits im Februar 2009 schloss Samuel L. Jackson einen Vertrag mit Marvel, der vorsah, dass er die Rolle des Nick Fury, die er erstmals in Iron Man gespielt hatte, in insgesamt neun Filmen verkörpern sollte, darunter auch in Thor. Im Mai 2009 wurde die Verpflichtung von Chris Hemsworth für die Rolle des Thor und die von Tom Hiddleston als Loki bestätigt. Hiddleston war zuvor ebenfalls für die Titelrolle in Betracht gezogen worden. Natalie Portman wurde schließlich im Juli desselben Jahres als Darstellerin der Jane Foster bestätigt.
Um sich körperlich auf seine Rolle vorzubereiten, unterzog sich Hemsworth einem intensiven neunmonatigen Krafttraining. Tom Hiddleston beschäftigte sich zudem genau wie die übrigen Darsteller eingehend mit der Darstellung seiner Rolle in den Comics. Jaimie Alexander, die Darstellerin der Sif, ist laut Regisseur Kenneth Branagh sogar ein regelrechter Comic-Geek, und weiß mehr über die Thor-Comics als die meisten der Beteiligten. Wenige Tage vor Drehbeginn ersetzte Josh Dallas als Darsteller des Fandral Stuart Townsend.
Als große Herausforderung bezeichnete Regisseur Kenneth Branagh die Frage, welche Elemente des Thor-Mythos für den Film verwendet werden sollten. So wurden etwa die Figur des Balder und die ursprünglich für die Comics erfundene Nornenkönigin Karnilla im Film vollständig ausgelassen. Im Mittelpunkt des Films sollte von Anfang an das Verhältnis zwischen Odin und seinen Söhnen stehen. Der für Shakespeare-Verfilmungen bekannte Branagh betont in diesem Zusammenhang, dass jegliche Ähnlichkeiten der Filmhandlung mit den Werken Shakespeares auf die ursprünglich von Stan Lee für die Comic-Vorlage erdachten Konzepte sowie deren Vorlagen aus der nordischen Mythologie zurückzuführen seien, da es sich dabei lediglich um dieselben „klassischen“ Themen handle, die auch in Shakespeares Werken zu finden sind. Die Verbannung Thors aus Asgard geht laut Branagh zudem auf die biblische Geschichte der Vertreibung des Menschen aus dem Garten Eden zurück, ferner nennt er als Inspiration für die betreffende Szene die Darstellung der Verbannung von Alfred Dreyfus im Film Das Leben des Emile Zola. Der grundlegende Handlungsbogen um Thor, seine Verbannung aus Asgard und seine Charakterentwicklung war Branagh zufolge bereits in den Handlungsentwürfen von Mark Protosevich und J. Michael Straczynski enthalten. In den Drehbuchentwürfen von Ashley Miller und Zack Stentz wurde unter Mitwirkung Branaghs die Bedeutung der Szenen, die auf der Erde der Gegenwart spielen, herausgearbeitet, während Don Payne die Rollen von Erik Selvig und Darcy Lewis in Zusammenarbeit mit den Darstellern ausarbeitete.
Die letzte reguläre Szene des Films, in der sich Jane Foster, Erik Selvig und Darcy Lewis auf eine weitere Forschungsmission vorbereiten, war ursprünglich als Eröffnungsszene des Films geplant. Auch die daran anschließende Kamerafahrt durchs Weltall, die zu Beginn des Abspanns zu sehen ist, hätte ursprünglich früher im Film zum Einsatz kommen sollen. Die tatsächliche Eröffnungsszene des Films, in der Jane Foster und ihre Kollegen Wetterphänomene in der Wüste von New Mexico untersuchen, sollte den Zweck verfolgen, dem Zuschauer zunächst Figuren vorzustellen, die auf der Erde der Gegenwart beheimatet sind, bevor der Film die Welt Asgards einführt. Für die Umsetzung des Polarlichts am Himmel in jener Szene griffen Regisseur Kenneth Branagh und seine Filmcrew auf Fotos von tatsächlichen Polarlichtern zurück, die während der Produktion des Films auf der ganzen Welt aufgenommen wurden. Das Aussehen Asgards wurde von den Comiczeichnungen Jack Kirbys sowie der Architektur des antiken Griechenlands und des Römischen Reiches inspiriert. Viele der Hintergründe in Asgard wurden tatsächlich als Kulissen erbaut, damit der Film nicht zu „synthetisch“ wirkt und die für andere Szenen eingesetzten computeranimierten Hintergründe weniger als solche auffallen.
Die Dreharbeiten begannen im Januar 2010 in den Raleigh Studios in Manhattan Beach, Kalifornien. Die Szenen in der Wüste von New Mexico wurden vor Ort gedreht. Für die Außenaufnahmen der fiktiven Kleinstadt Puente Antiguo wurde auf die Kulisse einer Westernstadt zurückgegriffen, die sich in der Nähe von Galisteo, New Mexico, auf dem Gelände einer Ranch befindet und bereits für Filme wie Silverado (1985) oder Appaloosa (2008) zum Einsatz kam. Für Thor wurde die Kulisse stark überarbeitet und in eine moderne Kleinstadt verwandelt, die Regisseur Kenneth Branagh als „gesteigerte Version von Americana“ bezeichnet. Als Inspiration für die Farbgebung bezeichnet Branagh die Gemälde von Edward Hopper. Für die Kulissenstadt entschied man sich letztlich, um für den Dreh des Kampfes mit dem „Destroyer“ nicht den Verkehr in einer tatsächlichen Stadt sperren zu müssen. Bei der Bar, in der sich Thor und Erik Selvig betrinken, handelt es sich in Wirklichkeit um einen Stripclub in Santa Fe, New Mexico. Der Dreh einer Szene mit sechs Pferden, der ursprünglich am Strand von Del Mar, Kalifornien, stattfinden sollte, wurde letztlich trotz der Genehmigung durch den Stadtrat an einen nicht näher genannten Ort im nördlichen Kalifornien verlagert.
Wie in vielen modernen Hollywood-Filmen wurden auch in Thor zahlreiche Marken als Produktplatzierung untergebracht, darunter Acura, Dr Pepper, 7-Eleven, Visa und Burger King. Im Film zerstört der Destroyer eine 7-Eleven-Tankstelle und mehrere Acura-Fahrzeuge. Für die Szenen mit dem Destroyer wurde zum Teil eine unbewegliche Attrappe verwendet, während in anderen Einstellungen lediglich große Schraubzwingen und Gaffer Tape die grobe Form des Destroyers andeuten. Bei den Frostriesen handelt es sich um einige Darsteller und Statisten, die mit Make-up und Kostümen ausgestattet und anschließend mittels Computereffekten vervielfältigt wurden. Für die Kostüme und das Make-up der Frostriesen war Legacy Effects (vormals Stan Winston Studios) zuständig, während die Computereffekte von mehreren Studios stammten: Whiskytree aus dem kalifornischen San Rafael war für die Hintergründe Asgards zuständig, das französische Studio BUF unter anderem für die Regenbogenbrücke Bifröst, das darunter liegende Meer, Heimdalls Observatorium, den Yggdrasil-Effekt sowie die Kamerafahrten durchs Weltall zu Beginn des Films und während des Abspanns, Digital Domain für die Frostriesen und die Szenen, die in Jotunheim spielen, Luma Pictures aus Santa Monica für den Destroyer und das australische Studio Fuel VFX für die Innenansicht des „Bifröst-Tunnels“ und den Effekt des „Odinschlafs“. Da sich Regisseur Kenneth Branagh sträubte, Thor in 3D zu drehen, wurde der Film stattdessen während der Postproduktion von Stereo D nachträglich in 3D konvertiert. Die Filmmusik wurde von Patrick Doyle komponiert, der seit Henry V. mit Regisseur Kenneth Branagh zusammenarbeitet.
Joss Whedon, der Regisseur von Marvel’s The Avengers, führte Regie bei der Szene nach dem Abspann, in der Erik Selvik auf Nick Fury trifft.

### Bezug zur Vorlage

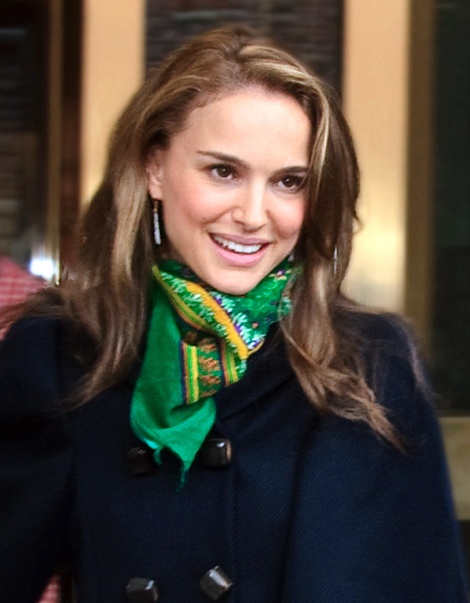
Natalie Portmans Rolle als Astrophysikerin Jane Foster war in den Comics ursprünglich Krankenschwester und später Ärztin.

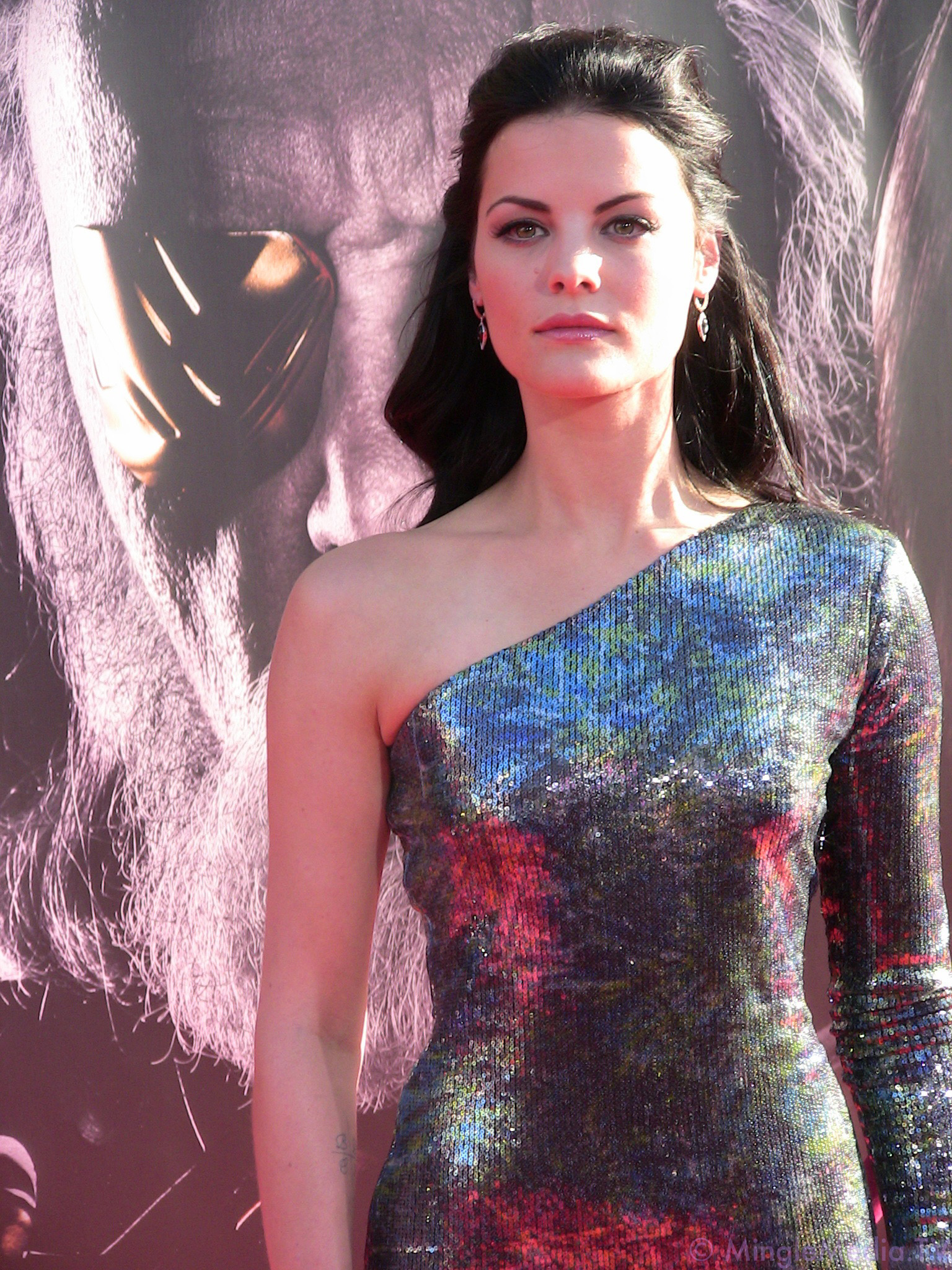
Jaimie Alexanders Rolle als Sif war in der nordischen Mythologie die Ehefrau Thors, in den Comics dagegen nur eine von mehreren Frauen in Thors Leben. Im Film ist sie lediglich seine Kampfgefährtin.

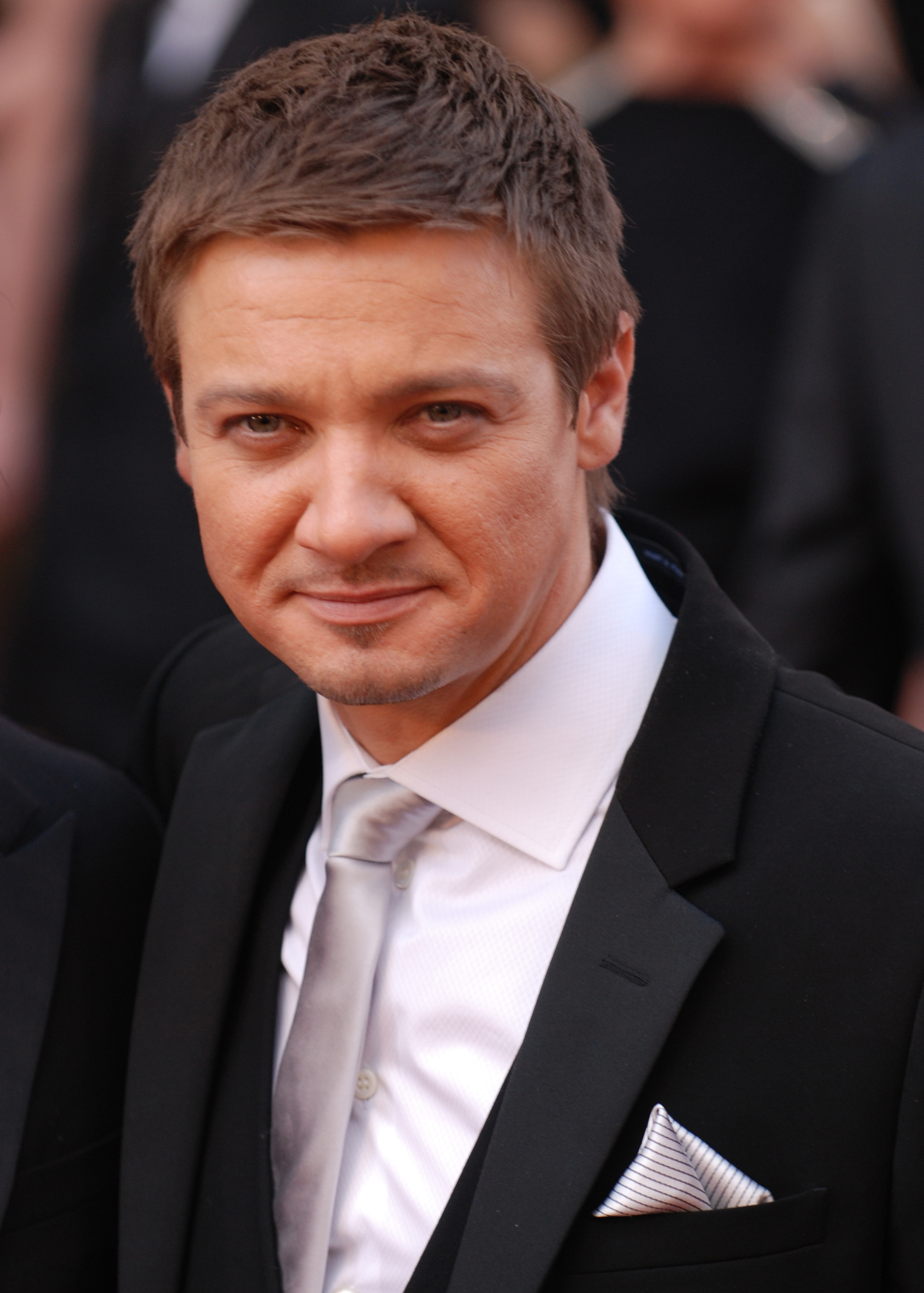
Jeremy Renner hat im Film nur einen kurzen Auftritt als Clint Barton, der in den Comics auch als der Superheld Hawkeye bekannt ist.

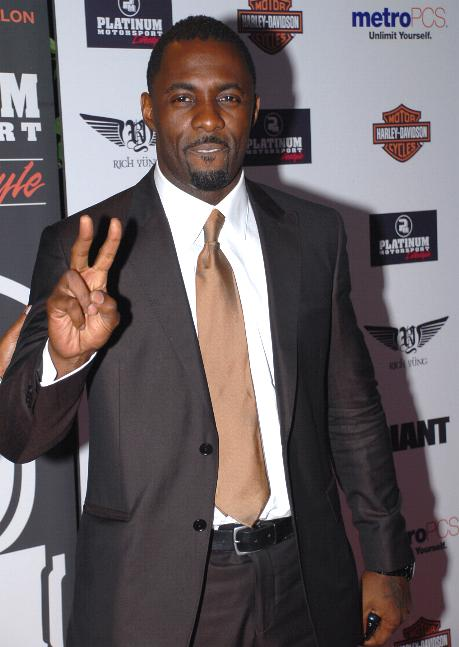
Die Besetzung des Asen Heimdall mit Idris Elba verärgerte Comicfans und provozierte Rassisten.

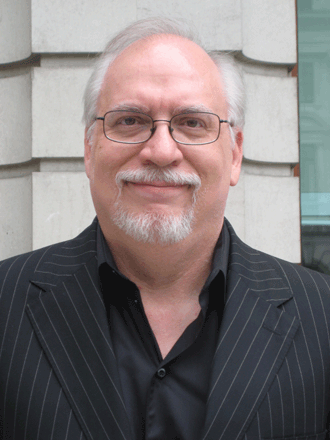
J. Michael Straczynski, ein früherer Autor der Thor-Comics, war an der Filmhandlung beteiligt und hat zudem einen Cameo-Auftritt im Film.

Die Darstellung von Thor und der Welt Asgards in den Marvel-Comics stellt eine sehr freie Interpretation der nordischen Mythologie dar. Die Filmadaption geht noch einen Schritt weiter und legt nahe, dass es sich bei den Asen nicht um „Götter“ handelt, sondern um Außerirdische, die aufgrund ihrer hochentwickelten Technologie den Menschen lediglich wie Götter erscheinen. Aus diesem Grund weisen die Kostüme im Film auch nur entfernte Ähnlichkeit mit der Kleidung der Wikinger auf.
In der nordischen Mythologie war Thor der Gott der Blitze und des Donners. Seine Waffe ist der Kriegshammer Mjölnir, der nie sein Ziel verfehlt und nach jedem Wurf in die Hand Thors zurückkehrt. In den Comics war Thor ursprünglich ein gehbehinderter Arzt namens Donald Blake, der in einer Höhle in Norwegen einen Stock entdeckte. Als er diesen gegen einen Felsen schlug, verwandelte sich der Stock in Thors Hammer Mjolnir, der die Inschrift „Whosoever holds this hammer, if he be worthy, shall possess the power of Thor“ (im Film übersetzt mit „Wer auch immer diesen Hammer hält, wenn er seiner würdig ist, möge er die Kraft Thors besitzen“) trug, und Blake selbst wurde zu Thor. Anfangs war der Comic-Thor lediglich Donald Blake im Körper Thors, später wurde dies jedoch dahingehend geändert, dass Odin Thor einst auf die Erde verbannt, in einen Menschen verwandelt und ihm seine Erinnerung genommen hatte, um ihn Demut zu lehren. Schließlich entfernte Odin die Identität von Donald Blake vollständig. Lange Zeit sprach Thor in den Comics ein altertümliches, an Mittelenglisch angelehntes Englisch, was jedoch in jüngerer Vergangenheit unter Autor J. Michael Straczynski, der auch einen frühen Entwurf der Filmhandlung verfasste, aufgegeben wurde. In der Originalfassung des Films sprechen Chris Hemsworth und die Darsteller der übrigen Asen lediglich mit einem betonten, nicht auf eine bestimmte Region zurückzuführenden englischen Akzent. Thors Kleidung im Film basiert frei auf verschiedenen Kostümen, die er im Laufe der Jahre in den Comics trug. Die langen blonden Haare sind ebenfalls vom Comic-Vorbild übernommen, und obwohl sein Gesicht bei seinen ersten Comic-Auftritten glattrasiert war, trug er in späteren Jahren häufiger genau wie sein Film-Gegenstück einen Bart. Auch das Aussehen und die Fähigkeiten Mjolnirs sind dem Comic-Vorbild nachempfunden. In den Comics konnte Mjolnir im Laufe der Jahre aufgrund des Zaubers nur von wenigen anderen Individuen gehoben werden, zumeist auch nur in einmaligen Notsituationen. Im Film ist „Donald Blake“ der Name von Jane Fosters Exfreund. Später nutzen Foster und Selvig den Namen als falsche Identität für Thor, um ihn aus dem Gewahrsam von S.H.I.E.L.D. zu befreien.
Jane Foster war in den Comics ursprünglich eine Krankenschwester, die mit Donald Blake zusammenarbeitete. Lange Zeit war ihrer Rolle die der klassischen potenziellen Geliebten des Helden, der ihr jedoch nicht seine Geheimidentität verrät. Später verliebte sie sich in einen anderen Arzt namens Keith Kincaid, den sie schließlich heiratete. Zwischenzeitlich wurde sie mit der Asin Sif verschmolzen, um Fosters Leben zu retten, jedoch wurden die beiden letztlich wieder getrennt. Einige Zeit darauf studierte Foster dann selbst Medizin und arbeitete als Ärztin zwischenzeitlich auch für die Rächer, denen Thor angehört. Eine Astrophysikerin ist sie dagegen nur im Film.
Loki war der nordischen Mythologie zufolge der Sohn zweier Riesen, aber dennoch einer der Asen, der mit Odin durch Blutsbrüderschaft verbunden ist. Da er seine Interessen häufig durch Lügen und Intrigen durchsetzt, ist sein Verhältnis zu den übrigen Asen zwiegespalten. In den Comics wurde Loki dagegen zum Sohn eines Frostriesen und Adoptivsohn Odins umgedeutet, der von Neid auf seinen Bruder Thor erfüllt ist und zu dessen größten Feinden zählt. Aufgrund seiner hinterlistigen Art trägt er auch den Beinamen „Prinz der Lügen“. Da sich Thor als Beschützer der Menschen betrachtet, versucht Loki häufig, diesen zu schaden. Dabei bekommt er es neben Thor gelegentlich auch mit anderen Marvel-Superhelden zu tun, insbesondere mit den Rächern, deren Mitglied Thor ist. Lokis Kostüm im Film ist ebenfalls an das Comic-Vorbild angelehnt.
Odin war auch in der nordischen Mythologie der Vater Thors, jedoch verlor er sein Auge nicht im Kampf, sondern gab es freiwillig im Tausch für seherische Kräfte. Auch das achtbeinige Pferd Sleipnir geht auf das mythologische Vorbild zurück. In den Comics wurde Odin genau wie im Film als temperamentvoller Vater Thors dargestellt, der das Verhalten seines Sohnes nicht immer gutheißt und diesen gelegentlich bestraft, indem er ihn auf die Erde verbannt, ihn seiner Kräfte beraubt oder Jane Foster die Erinnerung an Thor nimmt. Sein Auge opferte er ebenfalls im Tausch gegen Weisheit, um das drohende Ragnarök abzuwenden. Der „Odinschlaf“, in den sich Odin regelmäßig begibt, um seine Kraft zu erneuern, wurde ursprünglich für die Comics erfunden. Das Aussehen Odins im Film basiert frei auf seiner Darstellung in den Comics. Thors Mutter ist in der nordischen Mythologie die Erdgöttin Jörd, in den Comics dagegen Gaea, die frei auf der griechischen Erdgöttin Gaia basiert. Frigg ist in der Mythologie eine der Gemahlinnen Odins, ihr Comic-Gegenstück „Frigga“ ist dagegen Odins alleinige Frau, an seiner Seite die Königin Asgards und Thors Stiefmutter.
Heimdall war in der nordischen Mythologie ebenfalls der Wächter Asgards und insbesondere der Regenbogenbrücke Bifröst, der über sehr scharfe Augen und goldene Zähne verfügt. In den Comics ist er Odin zu absoluter Treue verpflichtet und hinderte auf dessen Befehl gelegentlich sogar Thor am Betreten beziehungsweise Verlassen Asgards. Im Gegensatz zu seinem Film-Gegenstück verfügt er in den Comics genau wie die übrigen Asen über eine helle Hautfarbe. Die Besetzung des dunkelhäutigen Idris Elba für die Rolle des Heimdall sorgte unter Comicfans für Unmut.
Laufey war in der nordischen Mythologie Lokis Mutter, sein Vater war vielmehr Fárbauti. In den Comics wurde Laufey zu Lokis Vater und einem der Frostriesen umgedeutet, während Farbauti in jüngerer Vergangenheit zu Lokis Mutter erklärt wurde. Nachdem Odin Laufey im Kampf erschlagen hatte, nahm er dessen Sohn an sich. Laufeys Aussehen im Film, inklusive der blauen Haut, ist an eine Neugestaltung der Comicfigur angelehnt, die nur wenige Jahre vor dem Film vorgenommen wurde.
Sif war in der nordischen Mythologie die Ehefrau Thors, deren besonderes Merkmal ihre blonden Haare sind. In den Comics dagegen ist die schwarzhaarige Sif eine Kriegerin, die gelegentlich an der Seite Thors kämpft. Da sie Thor liebt, rivalisierte sie ursprünglich mit Jane Foster um dessen Gunst. Später verschmolz Sif ihre Lebenskraft mit Foster, um letzterer das Leben zu retten, jedoch wurden die beiden einige Zeit darauf wieder getrennt. Im Film wird sie lediglich als Kampfgefährtin Thors dargestellt, wobei laut Regisseur Kenneth Branagh im Film subtile Andeutungen zu finden sein sollen, dass Sif tatsächlich mehr als nur freundschaftliche Gefühle für Thor empfindet.
Thors Freunde Hogun, Fandral und Volstagg, die „Warriors Three“ (in den Comics alternativ als „die drei Krieger“ oder „die Tapferen Drei“ übersetzt), wurden ursprünglich für die Comics erfunden. Hogun ist als Einziger der drei ursprünglich kein Ase und basiert frei auf dem Schauspieler Charles Bronson, Fandral auf dem Schauspieler Errol Flynn und der übergewichtige Volstagg auf der literarischen Figur des Sir John Falstaff. Die Persönlichkeiten der drei im Film entsprechen weitgehend der Comicvorlage, das Aussehen der Filmfiguren stellt dagegen eine freie Interpretation der Comicfiguren dar. Insbesondere Volstaggs Leibesfülle ist in den Comics deutlich ausgeprägter als im Film.
Die von Clark Gregg verkörperte Figur des Phil Coulson wurde ursprünglich für den Film Iron Man erfunden und trat auch in dessen Fortsetzung, Iron Man 2 (2010), der zeitlich unmittelbar vor der Gegenwartshandlung von Thor spielt, auf. Nick Fury wurde in den Comics ursprünglich als Soldat eingeführt, der im Zweiten Weltkrieg kämpfte, bis er als Leiter des Geheimdienstes S.H.I.E.L.D. in die damalige moderne Zeit versetzt wurde. Mit Thor haben S.H.I.E.L.D. und Fury in den Comics des „klassischen“ Marvel-Universums allerdings nur selten zu tun. Darüber hinaus ist der Nick Fury des „klassischen“ Marvel-Universums im Gegensatz zur Filmversion ein Weißer. Die Darstellung Furys im Film basiert stattdessen auf einer alternativen Version der Figur aus den Comics des „Ultimativen Universums“, deren Aussehen wiederum Samuel L. Jackson nachempfunden ist. Dieser hatte Marvel seinerzeit die Erlaubnis dafür erteilt. Genau wie Clark Gregg als Phil Coulson war auch Jackson als Nick Fury bereits in Iron Man und Iron Man 2 zu sehen. Jasper Sitwell wiederum war auch in den Comics ein S.H.I.E.L.D.-Agent, der zwischenzeitlich die Aufgabe als Verbindungsmann zwischen S.H.I.E.L.D. und dem Unternehmen Stark International übernahm, dessen Leiter Tony Stark (der zugleich der Superheld Iron Man ist) war. Sitwells Aussehen im Film unterscheidet sich deutlich von seinem Comic-Vorbild.
Clint Barton ist in den Comics besser als der Superheld Hawkeye bekannt. Ursprünglich wurde er als Gegner Iron Mans eingeführt, der durch ein Versehen für einen Kriminellen gehalten wurde und im Anschluss mehrmals gegen Iron Man kämpfte. Dabei arbeitete er auch mit der Black Widow, einer sowjetischen Spionin, zusammen. Schließlich wurde Hawkeye ehrlich und Mitglied der Rächer, denen sich später auch die Black Widow anschloss. Die Idee, aus ihm einen S.H.I.E.L.D.-Agenten zu machen, geht dagegen auf die Comicserie Die Ultimativen aus dem „Ultimativen Universum“ zurück, in der er gemeinsam mit der Black Widow Mitglied einer für verdeckte Operationen zuständigen Abteilung des Superheldenteams namens „Die Ultimativen“ war, das wiederum S.H.I.E.L.D. unterstellt war. Das Film-Gegenstück der Black Widow wurde in Iron Man 2 ebenfalls als S.H.I.E.L.D.-Agentin eingeführt. Während der Hawkeye des „klassischen“ Marvel-Universums einen klassischen Langbogen als Waffe verwendet, benutzt der „ultimative“ Hawkeye genau wie sein Film-Gegenstück einen modernen Compoundbogen. Jeremy Renners Aussehen im Film basiert ebenfalls auf der ursprünglichen Darstellung des „ultimativen“ Hawkeye, der im Gegensatz zu seinem „klassischen“ Gegenstück anfangs auf ein Superheldenkostüm inklusive Maske verzichtete. Mit Thor haben beide Versionen der Figur lediglich insofern zu tun, als sie beide Mitglieder im selben Team sind. Im Film wird Renners Rolle lediglich „Barton“ genannt, der Name „Hawkeye“ wird jedoch von Regisseur Kenneth Branagh im Audiokommentar der DVD- und Blu-ray-Veröffentlichung des Films verwendet.
Der Destroyer ist in den Comics genau wie im Film eine unbelebte, verzauberte Rüstung, die einst von Odin zum Schutz Asgards erschaffen worden war. Loki brachte den Destroyer wiederholt unter seine Kontrolle und ließ ihn Thor angreifen. Im Gegensatz zu seinem Film-Gegenstück ist der Destroyer in den Comics jedoch noch widerstandsfähiger und kann von Thor selbst bei voller Kraft nur mit viel Mühe besiegt werden. Das Aussehen des Destroyers im Film entspricht weitgehend dem Comic-Vorbild.
Die Rollen von Erik Selvig und Darcy Lewis sowie die Kleinstadt Puente Antiguo wurden speziell für den Film erfunden.
Die „Urne“ (im Original „Casket“) basiert auf der „Schatulle des ewigen Winters“ (im Original „Casket of Ancient Winters“), die in den Comics 1984 eingeführt wurde und in der Lage ist, die eisige Kälte Niflheims freizusetzen. Zudem verjüngt sie ihren jeweiligen Hüter im Laufe der Zeit. Im Gegensatz zur Darstellung im Film sieht das Comic-Vorbild tatsächlich wie eine Schatulle aus.
Große Freiheiten nimmt sich der Film bei der Darstellung der Regenbogenbrücke Bifröst und der Weltesche Yggdrasil: Die Comicvorlagen orientieren sich eng am Vorbild aus der nordischen Mythologie, so wird Bifröst traditionell tatsächlich als solider, begehbarer Regenbogen dargestellt, während Yggdrasil ein riesenhafter Baum ist, der sich über die gesamte Dimension, in der sich Asgard befindet, erstreckt. Die Erde, die als „Midgard“ eine der neun Welten der nordischen Mythologie darstellt, befindet sich zwar nicht in derselben Dimension, jedoch verläuft ihre Achse parallel zum Baum. Im Film dagegen ist Bifröst eine tatsächliche Brücke mit einer erkennbar technologischen Struktur, an deren Ende sich eine Art Observatorium befindet. Von dort aus kann Heimdall die Asen zwischen den neun Welten reisen lassen. Yggdrasil ist dabei ein System aus galaktischen Nebeln, das die Welten verbindet und
dessen Struktur einem Baum ähnelt.
J. Michael Straczynski, der Verfasser der Filmhandlung und von 2007 bis 2009 der Autor der Thor-Comics, hat einen Cameo-Auftritt als Pick-up-Fahrer, der Thors Hammer in der Wüste entdeckt. Auch Stan Lee, einer der Erfinder der Comicversion Thors, hat wie in fast allen Marvel-Verfilmungen einen Auftritt, in diesem Fall als Fahrer eines weiteren Pick-ups, der versucht, den Hammer mit Hilfe einer Kette aus dem Stein zu ziehen. Die gesamte Szene basiert auf einer ähnlichen Szene aus einem von Straczynski geschriebenen Heft der Comicserie Die Fantastischen Vier.
Ein Werbeplakat in Puente Antiguo, das mehrmals im Verlauf des Films zu sehen ist, gibt dem Motto des Bundesstaates New Mexico, „Land of Enchantment“ (deutsch: „Land der Verzauberung“), den Zusatz „Journey into Mystery“ (deutsch: „Reise ins Geheimnisvolle“). Dabei handelt es sich um den Titel der Marvel-Comicserie, in der Thor ab 1962 seine ersten Auftritte hatte.

### Synchronisation

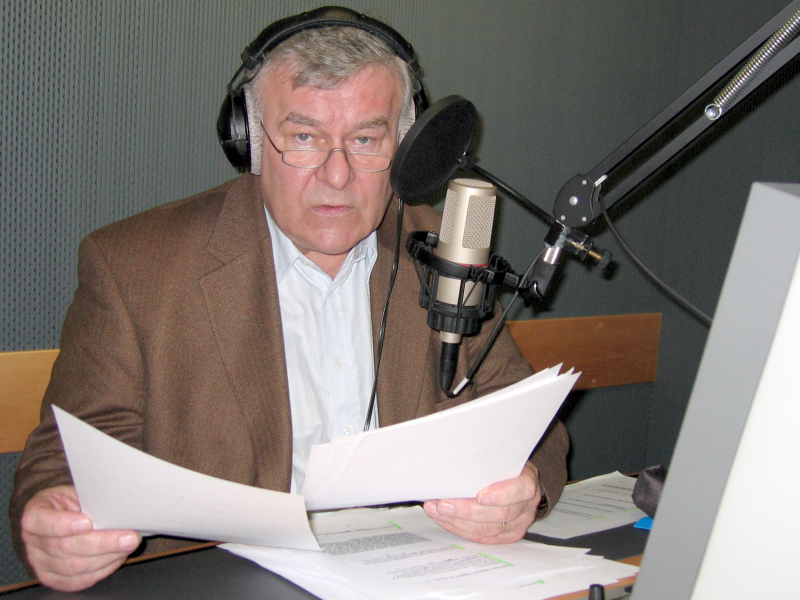
Joachim Kerzel ist die deutsche Stimme von Odin.

Die deutsche Synchronisation des Films übernahm die Berliner Synchron AG. Das Dialogbuch stammt von Dr. Änne Troester, die Dialogregie führte Clemens Frohmann. Als Synchronsprecher sind unter anderem Tommy Morgenstern, Manja Doering, Joachim Kerzel, Peter Lontzek, Detlef Bierstedt, Till Hagen, Marco Kröger, Ranja Bonalana und Engelbert von Nordhausen zu hören.
| Rolle                  | Darsteller/Originalsprecher | Synchronsprecher         |
| ---------------------- | --------------------------- | ------------------------ |
| Thor Odinson           | Chris Hemsworth             | Tommy Morgenstern        |
| Jane Foster            | Natalie Portman             | Manja Doering            |
| Odin                   | Anthony Hopkins             | Joachim Kerzel           |
| Loki Laufeyson         | Tom Hiddleston              | Peter Lontzek            |
| Erik Selvig            | Stellan Skarsgård           | Detlef Bierstedt         |
| Darcy Lewis            | Kat Dennings                | Maria Koschny            |
| Agent Phil Coulson     | Clark Gregg                 | Till Hagen               |
| Clint Barton / Hawkeye | Jeremy Renner               | Gerrit Schmidt-Foß       |
| Fandral                | Josh Dallas                 | Sebastian Schulz         |
| Frigga                 | Rene Russo                  | Traudel Haas             |
| Heimdall               | Idris Elba                  | Marco Kröger             |
| Hogun                  | Tadanobu Asano              | Florian Halm             |
| Laufey                 | Colm Feore                  | Tilo Schmitz             |
| Nick Fury              | Samuel L. Jackson           | Engelbert von Nordhausen |
| Pete                   | Matt Battaglia              | Michael Iwannek          |
| Sif                    | Jaimie Alexander            | Ranja Bonalana           |
| Volstagg               | Ray Stevenson               | Oliver Siebeck           |

### Marketing

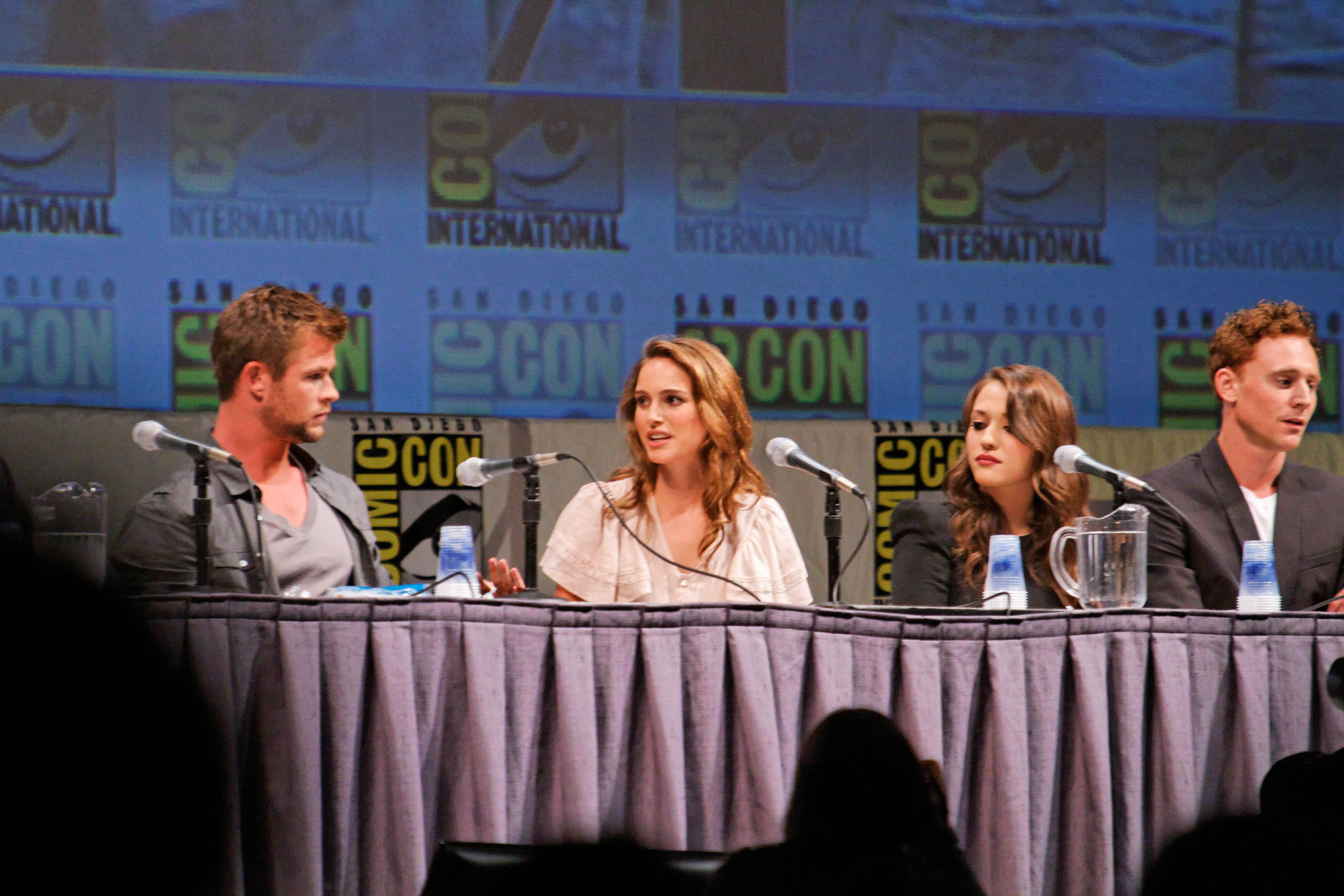
Die Darsteller Chris Hemsworth, Natalie Portman, Kat Dennings und Tom Hiddleston auf der San Diego Comic-Con International 2010.

Die Marketingkampagne zu Thor umfasste unter anderem einen Auftritt des Regisseurs Kenneth Branagh und den Darstellern Chris Hemsworth, Natalie Portman, Kat Dennings, Tom Hiddleston und Clark Gregg auf der San Diego Comic-Con International im Juli 2010, einen speziellen Werbespot, der während des Super Bowl im Februar 2011 ausgestrahlt wurde, einen Internetauftritt einer Rekrutierungskampagne des fiktiven Geheimdienstes S.H.I.E.L.D. in Zusammenarbeit mit der Fahrzeugmarke Acura sowie weitere Werbeverträge mit Dr Pepper, 7-Eleven, Visa und Burger King, die genau wie Acura für den Film warben und im Gegenzug als Produktplatzierung im Film untergebracht wurden. Zur Feier des offiziellen Kinostarts des Films in den USA fand am 5. Mai 2011 zudem eine Werbeaktion in den Räumen der New Yorker Börse statt, in deren Rahmen Mitarbeiter Kinokarten gewinnen konnten. Zum Börsenschluss wurde die Börsenglocke vom damaligen Marvel-Chefredakteur Axel Alonso, einem Darsteller in einem Thor-Kostüm und weiteren hochrangigen Vertretern Marvels geläutet.
Für die offiziellen Trailer wurde zum Teil eine andere, weniger gefühlsbetonte Version von Odins Zurechtweisung Thors vor dessen Verbannung aus Asgard verwendet. Im fertigen Film ist stattdessen die letzte Aufnahme der betreffenden Szene zu sehen, für die der Regisseur Kenneth Branagh Darsteller Anthony Hopkins die Regieanweisung gab, einen Vater zu spielen, dem sein Sohn das Herz gebrochen hat. Thors Erkenntnis, dass er auf der Erde gelandet ist, fehlt im fertigen Film dafür vollständig.
Die Videospiel-Umsetzungen zum Film wurden von Sega in den USA am 3. Mai, in Deutschland bereits am 29. April 2011 unter dem Titel Thor: God of Thunder veröffentlicht und waren für die PlayStation 3, die Nintendo Wii, den Nintendo DS und die Xbox 360 erhältlich. Eine Version für den Nintendo 3DS erschien darüber hinaus in den USA am 13. September, in Deutschland bereits am 9. September 2011. Die PlayStation-3- und Xbox-360-Versionen wurden von Liquid Entertainment entwickelt, die Wii- und 3DS-Versionen von Red Fly Studio und die DS-Version von WayForward Technologies.
Eine von Elizabeth Rudnick verfasste Romanadaption der Filmhandlung für jüngere Leser wurde von der Marvel-Tochter Marvel Press am 5. April 2011 veröffentlicht.
Der Spielzeughersteller Hasbro veröffentlichte unter dem Titel Thor: The Mighty Avenger Spielzeugfiguren der meisten Figuren aus dem Film sowie Thors Helm, seinen Hammer Mjölnir und das Schwert Odins als Rollenspiel-Zubehör.
Eine für 2010 angekündigte Zeichentrickserie, die 26 Folgen umfassen sollte, wurde nie verwirklicht. Stattdessen erschien im Mai 2011 ein Direct-to-Video-Zeichentrickfilm mit dem Titel Thor: Tales of Asgard.
Der Soundtrack mit der von Patrick Doyle komponierten Filmmusik erschien in den USA am 3. Mai, in Deutschland bereits am 29. April 2011.

### Veröffentlichung
Weltpremiere feierte der Film am 17. April 2011 in Sydney. Deutsche Kinos führten ihn ab dem 28. April vor. Paramount Pictures war für den Filmverleih in den USA und Deutschland zuständig.
In Deutschland erschien Thor am 12. September 2011 auf DVD und Blu-ray Disc. Die DVD-Fassung ist nur als Einzel-Disc-Version mit geringen Bonusmaterial erhältlich. Die Blu-ray-Fassung dagegen enthält neben einer zweiten Disc mit der DVD-Fassung inklusive Digital Copy umfangreicheres Bonusmaterial, darunter auch den Kurzfilm „The Consultant“ mit den S.H.I.E.L.D.-Agenten Phil Coulson und Jasper Sitwell, sowie ein Ausschnitt aus der letzten Szene des Films Der unglaubliche Hulk, in der Tony Stark auf General Ross trifft. Eine „Limited 3D Edition“ enthält neben den regulären Blu-ray- und DVD-Fassungen zudem als dritte Disc eine Blu-ray-3D-Fassung des Films. In der ersten Veröffentlichungswoche verkauften sich 550.937 Exemplare der DVD-Fassung, was Einnahmen von über 9,86 Millionen US-Dollar entspricht. Von der Blu-ray-Fassung wurden innerhalb der ersten zwei Wochen rund 799.000 Exemplare verkauft, was Einnahmen in Höhe von etwa 22 Millionen US-Dollar entspricht. Die aktuellen Verkaufszahlen für die DVD-Fassung (Stand: 19. März 2012) liegen bei über 1,2 Millionen verkauften Exemplaren und Einnahmen von über 20,6 Millionen US-Dollar.

## Rezeption

### Finanzieller Erfolg
Weltpremiere feierte Thor am 17. April 2011 in Sydney, Australien. Der offizielle Filmstart in Australien erfolgte am 21. April, und innerhalb von fünf Tagen spielte der Film 5,7 Millionen US-Dollar ein, blieb damit jedoch deutlich hinter Fast & Furious Five zurück. In den meisten Ländern lief Thor zwischen dem 27. und 29. April an, und bereits am ersten Wochenende nahm der Film in 56 Ländern insgesamt 89,2 Millionen US-Dollar ein, einschließlich Australien sogar 108 Millionen. Dennoch unterlag Thor auch in den übrigen Ländern vielfach Fast & Furious Five. In den USA feierte Thor schließlich am 2. Mai in Hollywood Premiere. Am 6. Mai lief der Film schließlich offiziell in den USA an. Die Mitternachtspremiere in zunächst 1800 Kinos spielte 3,25 Millionen US-Dollar ein, die Gesamteinnahmen für den Premierentag beliefen sich auf 25,7 Millionen US-Dollar, womit Thor erneut hinter Fast & Furious Five zurückblieb. Insgesamt wurde Thor in 3955 Kinos gezeigt, darunter 3D-Vorführungen in 2737 Kinos sowie 214 IMAX-Kinos. Nach dem ersten Wochenende beliefen sich die Einnahmen auf 65,7 Millionen Dollar. Während Thor damit in den USA Fast & Furious Five überrundete, unterlag er letzterem Film zur selben Zeit im weltweiten Vergleich. Nach dem zweiten Wochenende beliefen sich die internationalen Einnahmen ohne den USA-Markt auf insgesamt 176 Millionen US-Dollar. In den USA beliefen sich die Einnahmen nach zehn Tagen auf insgesamt 119,5 Millionen Dollar, das internationale Einspielergebnis belief sich zur selben Zeit auf 227,4 Millionen. In den USA nahm Thor nach 16 Wochen Laufzeit insgesamt über 181,03 Millionen US-Dollar ein und belegt damit Platz zehn der erfolgreichsten Filme des Jahres 2011 in den USA. Das weltweite Gesamteinspielergebnis liegt bei über 449,32 Millionen Dollar, was fast dem dreifachen Budget in Höhe von 150 Millionen Dollar entspricht. Damit belegt Thor Platz 15 der weltweit erfolgreichsten Filme des Jahres 2011.
In Deutschland lief Thor bereits am 28. April 2011 in zunächst 530 Kinos an. Innerhalb von vier Tagen sahen den Film 345.074 Besucher, was den bis dahin drittbesten Start des Jahres darstellte, jedoch blieb Thor auch hier deutlich hinter Fast & Furious Five zurück. Während dieser Zeit nahm der Film umgerechnet 5,7 Millionen US-Dollar an den deutschen Kinokassen ein. Nach einer Woche beliefen sich die Besucherzahlen auf 478.234, womit der Film während dieser Woche Platz zwei der deutschen Kinocharts belegte. Innerhalb von fünf Wochen Laufzeit in letztlich insgesamt 541 Kinos konnte Thor 1.120.843 Besucher verbuchen, womit der Film Platz 31 der erfolgreichsten Filme des Jahres in Deutschland belegt. Das Gesamteinspielergebnis in Deutschland beträgt über 16 Millionen US-Dollar.

### Kritiken
Die Kritiken zu Thor waren weitgehend positiv.
Andreas Borcholte von Spiegel Online war zufrieden mit dem Film: „Mit ‚Thor‘ gelang dem Superhelden-Verlag und dem Filmstudio Paramount nach etwas längerer Zeit mal wieder eine sehenswerte Verfilmung einer Heldenstory.“ Zwar sei die Hintergrundgeschichte „[e]in bisschen gaga“, aber „so ist das nun einmal, wenn man sich auf die mythischen, epischen Geschichten einlässt, die in Superhelden-Comics erzählt werden.“ Regisseur Kenneth Branagh habe „aus der Superhelden-Saga eine rasante, knallbunte Interpretation des Dramenklassikers 'Heinrich V.'“ gemacht und dabei „erstaunlich viel Gespür für die Dynamik, die ein Superheldenspektakel heutzutage braucht, um zum Blockbuster zu werden“, gezeigt. Als Vorteil bezeichnet Borcholte die „generelle Übersichtlichkeit des Plots“, doch „auch in den wohldosierten Prügel- und Actionszenen zeigt Branagh Fingerspitzengefühl, ohne die nötige Wucht vermissen zu lassen.“ Was dagegen fehle, sei „ein bisschen Schmutz und Schmuddel: Raubeinige Nordgötter an Odins Tafel, da erwartet man dampfende Wildschweinbraten, Met aus Schädeln und Heerscharen leichtbekleideter Konkubinen. Branaghs Asgård hingegen ist zwar futuristisch und pompös, aber so sauber und steril wie ein Flughafenterminal.“ Insgesamt würden alle Darsteller ihre Rollen mit „gebotenem Pathos und nötigem Witz“ spielen, „allen voran Anthony Hopkins, der nicht den Fehler macht, seinen Odin mit donnerndem Overacting zur Karikatur machen.“ Derweil mache Tom Hiddleston „seinen Loki mit leiser Ambivalenz zum interessanten Bösewicht“. Natalie Portman und Stellan Skarsgård wiederum „[zeigen], dass man auch dann überzeugend spielen kann, wenn man von Greenscreens umzingelt ist und einem ständig alles um die Ohren fliegt“. Hauptdarsteller Chris Hemsworth schließlich mache „mit seinem nuancierten Spiel zwischen royalem Racker und Rockstar eine gute Figur als Donnergott“. Als Fazit stellte Borcholte fest, dass Thor zwar die „[zwanghafte] Ironisierung“ fehle, die er in Fantastic Four: Rise of the Silver Surfer und Iron Man 2 auszumachen glaubte. „Um sich aber an Christopher Nolans düsteren Batman-Blockbustern oder den emphatischen 'Spider-Man'-Filmen zu messen, dafür ist dieser ‚Thor‘ bei weitem nicht tiefschürfend genug geraten. Aber einen guten Eindruck hinterlässt er allemal.“
Auch Jörg Wunder vom Tagesspiegel fand Gefallen an Thor: Zwar sei die Prämisse „starker Tobak“, doch „[w]enn man sich dennoch widerstandslos in den etwas wirren Plot von ‚Thor‘ hineinziehen lässt, sagt das einiges über die Qualitäten des Films.“ Die Handlung entbehre zwar „jeglicher Plausibilität, macht aber einen Riesenspaß.“ Auch die Wahl der Darsteller überzeugte Wunder: So sei Chris Hemsworth eine „gute – und extrem gut gebaute – Wahl als naiver Donnergott“, Anthony Hopkins „der ideale Göttervater“, Natalie Portman „ein glaubwürdiges Love Interest“ und Tom Hiddleston „genau die Sorte verführerischer Bösewicht, auf dessen Wiederauftauchen im zweiten Teil man sich jetzt schon freut.“ Der einzige wirkliche Kritikpunkt sei die „vermaledeite 3-D-Technik, die diesem visuell sehr schönen Film wegen ein paar läppischer Effekte in vielen Szenen die nötige Helligkeit und Brillanz raubt.“ Als Fazit bezeichnete Wunder Thor als „[k]lasse Popcorn-Kino“.
Jan Hamm von Filmstarts.de bezeichnete Thor als „charmantes Kino-Spektakel mit hingebungsvoll menschelnden Göttern, bunten Fantasy-Panoramen und krachender Action“. Besonders beeindruckte ihn die Herangehensweise an den mythologischen Hintergrund: „Es ist dem Marvel-Team um Regisseur Kenneth Branagh und Produzent Kevin Feige hoch anzurechnen, wie thematisch ergiebig dieses Problem angegangen wird.“ Zudem sei die Figur des Thor „[n]ach all den gebrochenen Idealisten der letzten Superheldenkino-Jahre […] der zugänglichste Comic-Heroe“. Darsteller Chris Hemsworth verleihe der Figur einen „hinreissend naiven Charme – mal aufbrausend, mal albern, immer aber ursympathisch.“ Als heimlichen Star des Films machte Hamm allerdings vielmehr Tom Hiddleston aus: „Sein sensibel zwischen tiefer Verletzung und machiavellischem Machtstreben ausgespielter Antagonist Loki ist eine so faszinierende Figur, dass seine verhältnismäßig kompakten Auftritte kaum befriedigen. Immerhin, über Loki schmuggelt Branagh eine Spitze Shakespear’sche Hybris ein – davon hätte Marvel ruhig mehr zulassen dürfen.“ Ferner spiele Anthony Hopkins „einen weihevollen Odin“, Natalie Portman überspiele den „Reissbrett-Entwurf ihrer Jane mit gekonnter Niedlichkeit“, und Idris Elba dürfe „dem ansonsten so direkten Film als undurchsichtiger Portal-Wächter Heimdall sogar ein wenig Mysterium einhauchen.“ Vollends zufrieden war Hamm jedoch nicht: „Ja, mehr Mysterium hätte ‚Thor‘ gut gestanden. Bei all dem Krawall, den Asgards Kinder veranstalten, wird einem andächtigen Staunen ob dieser wunderlichen Magie-Technologie kaum Raum gelassen.“ Die Schlacht zwischen den Asen und den Frostriesen zu Beginn des Films werde „lieblos abgehandelt, ohne die überrumpelten Erdlinge noch eines weiteren Kamerablickes zu würdigen.“ Dennoch gab Hamm Thor 3,5 von 5 Punkten und bezeichnete den Film als „starken Film“, der beweise, „dass es neben fatalistischer Dekonstruktion à la Christopher Nolans ‚The Dark Knight‘ oder Zack Snyders ‚Watchmen‘ noch gesundes und spaßiges Superheldenkino geben kann.“
Michael Kohler von der Frankfurter Rundschau gefielen dagegen nur die Szenen, die auf der Erde spielen. Den mythologischen Ansatz des Films verglich er mit Hop – Osterhase oder Superstar?: „Der Humor ist ebenfalls weitgehend derselbe, lediglich in Sachen lärmender Gewalt liegt ‚Thor‘ um eine Hammerstiellänge vorn.“ Den Drehbuchautoren warf er vor, „mit den nordischen Göttersagen nicht viel anzufangen [zu] wissen“, und „[o]hne das amüsante Geplänkel auf der Erde wäre das ganze ‚Thor‘-Universum nur Schall und Rauch.“ Die Szenen in Asgard und Jotunheim seien „dumpfes Deklamieren und architektonischer Bombast der tristen Sorte“. Zudem sei Kenneth Branagh „auch nichts anderes eingefallen, als ständig die Kamera zu kippen und seitlich geneigt aus Ober- oder Untersicht auf das Geschehen zu schauen. Er will damit wohl betonen, dass die menschliche Perspektive – die Kamera in Augenhöhe – nicht maßgeblich für die Geschichte ist. Aber das wissen wir schon längst.“
Überhaupt nicht beeindruckt zeigte sich Ekkehard Knörer von der taz: So bezeichnete er bereits den Anfang des Films als „so humor- wie [endlose] Eingangssequenz“ und den Versuch, den Weltenbaum Yggdrasil der nordischen Mythologie mit moderner Quantenphysik in Einklang zu bringen, als „übliche[n] Esoquatsch“. In den Szenen, die in Asgard und Jotunheim spielen, glaube Regisseur Kenneth Branagh „allen Ernstes […], Shakespeare spielen zu müssen“, während Thors Zeit auf der Erde größtenteils „Fisch-auf-dem-Trockenen-Scherze“ darstellten. Ferner kritisierte Knörer die „aus unerfindlichem Grund wie bei Heinz Emigholz schräg gegen den Horizont gekippte Kamera“. Die per Computeranimation erstellten Hintergründe Asgards und Jotunheims seien gar „sagenhaft hässlich“. Insgesamt habe Kenneth Branagh „stets noch mit dem Vorschlaghammer Regie zu führen verstanden“, im Falle von Thor „filmt und schneidet er verlässlich ohne Sinn für Kadrierung und Tableaus, für Rhythmus und den richtigen Ton. Und findet im rastlos wütenden Komponisten Patrick Doyle doch seinen hammermusikalischen Meister.“
Der italienische Schriftsteller und Journalist Franco Scaglia merkte an: „Kürzlich sah ich einen schlechten Film über Thor, in dem er eher wie ein Schläger aussieht, der ein Fitnessstudio betreibt, als wie ein Gott.“

## Thorals Teil des „Marvel Cinematic Universe“

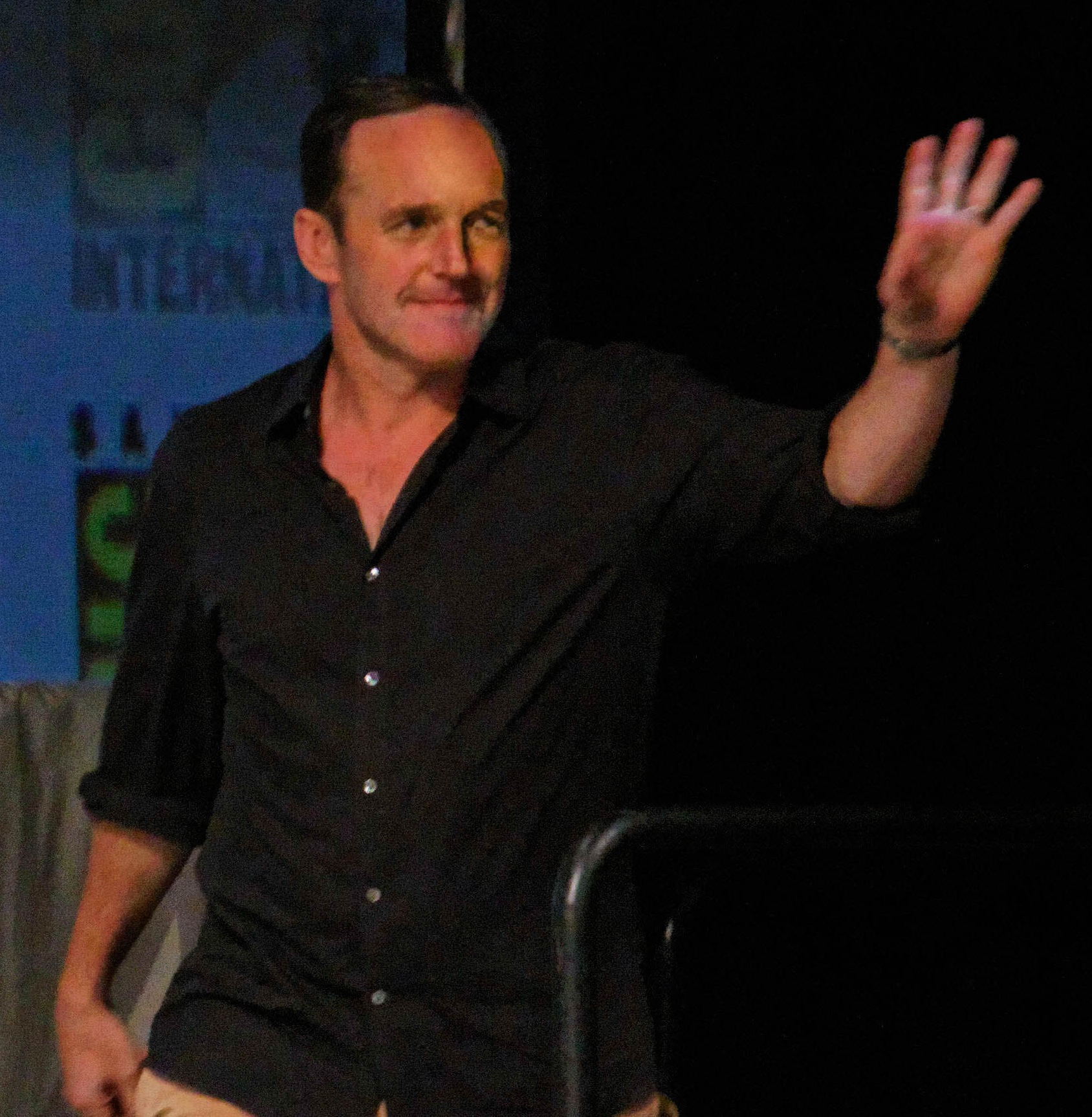
Clark Greggs Rolle als S.H.I.E.L.D.-Agent Phil Coulson war zuletzt in Marvel’s Agents of S.H.I.E.L.D. zu sehen.

Genau wie die zuvor veröffentlichten Filme Iron Man (2008), Der unglaubliche Hulk (2008) und Iron Man 2 (2010) sind auch Thor und Thor – The Dark Kingdom Teil eines größeren, gemeinsamen Universums, des „Marvel Cinematic Universe“.
Der von Clark Gregg verkörperte S.H.I.E.L.D.-Agent Phil Coulson und sein Vorgesetzter, der von Samuel L. Jackson gespielte Nick Fury, traten beide bereits in Iron Man und Iron Man 2 auf. In Iron Man 2 verabschiedet sich Coulson von Tony Stark, dem Leiter von Stark Industries, der zugleich der titelgebende Superheld Iron Man ist, mit den Worten, er sei zu einem neuen Auftrag in New Mexico abkommandiert worden. In einer Szene nach dem Abspann trifft er dort an der Fundstelle des Hammers von Thor ein, was unmittelbar zu Coulsons Auftritt in Thor überleitet. In Thor wird Coulson zudem von seinem Kollegen Jasper Sitwell beim Anblick des Destroyers gefragt, ob letzterer „einer von Stark“ sei.
Nachdem S.H.I.E.L.D. Jane Fosters Ausrüstung und Forschungsunterlagen beschlagnahmt hat, erwähnt Erik Selvig (Stellan Skarsgård) einen Physiker, einen „Pionier auf dem Gebiet der Gammastrahlung“, von dem man nie wieder gehört habe, nachdem S.H.I.E.L.D. aufgetaucht war, womit Bruce Banner aus Der unglaubliche Hulk gemeint ist.
Der Angriff der Frostriesen auf der Erde im Jahr 965 n. Chr., der zu Beginn von Thor zu sehen ist, ereignet sich in Tønsberg, Norwegen. Im Film Captain America: The First Avenger (2011) findet Johann Schmidt alias Red Skull dort im Jahr 1942 den „Tesserakt-Würfel“, versteckt in einem Wandrelief des Weltenbaums Yggdrasil. Schmidt bezeichnet den Würfel als „Juwel in Odins Schatzkammer“. Als Schmidt den Würfel am Ende des Films mit seinen Händen berührt, ist um ihn herum ein System aus galaktischen Nebeln zu sehen, das der Darstellung Yggdrasils in Thor entspricht. In der Szene nach dem Abspann von Thor präsentiert Nick Fury den Würfel wiederum Erik Selvig.
Am Ende des Abspanns von Thor folgt der Hinweis “Thor will return in The Avengers” (deutsch: „Thor wird in The Avengers zurückkehren“). Der Film Marvel’s The Avengers, der 2012 in die Kinos kam, führt erstmals die Hauptfiguren aller bisherigen Filme des „Marvel Cinematic Universe“, darunter auch Chris Hemsworth als Thor und Jeremy Renner als Hawkeye/Clint Barton, in einem gemeinsamen Team zusammen. Tom Hiddleston, Stellan Skarsgård und Samuel L. Jackson sind zudem erneut in ihren Rollen als Loki, Erik Selvig und Nick Fury zu sehen.
Eine Fortsetzung von Thor mit dem Titel Thor – The Dark Kingdom (orig. Thor: The Dark World) war zunächst für den 15. November 2013 angekündigt, kam aber bereits am 8. November 2013 in die US-Kinos und noch einige Tage davor, am 31. Oktober, in die deutschen Kinos. Kenneth Branagh führte nicht mehr Regie, seinen Posten übernahm stattdessen Alan Taylor.